# شیر (گربه‌سان)
شیر (نام علمی: Panthera leo) گونه‌ای پستاندار گوشت‌خوار از سردهٔ پلنگ‌مانندها و خانوادهٔ گربه‌ایان است. با بدنی بزرگ که وزنش در میان نرها گاه به ۲۵۰ کیلوگرم می‌رسد، این جانور نیرومند دومین عضو بزرگ‌جثهٔ سردهٔ خود پس از ببر است. شیر به خاطر بدن بزرگ و هیبت و چالاکیش در هنگام شکار لقب «سلطان جنگل» را به خود گرفته؛ اگرچه بیشتر در مناطق گرم‌دشت آفریقا زندگی می‌کند و تنها تعداد کمی از آن در جنگل گیر در گجرات هند یافت می‌شوند. آن‌ها طعمه‌های گوناگونی را به‌عنوان خوراک اختیار می‌کنند که شامل بیشتر جفت‌سم‌سانان بومی آفریقا و به‌ندرت جانداران بزرگی چون فیل و زرافه می‌شوند.
با آنکه در گذشته شیرها در آفریقا، خاورمیانه، و جنوب آسیا (از جمله ایران) به فراوانی یافت می‌شدند؛ امروزه تعداد کمی از آن‌ها در آفریقا و آسیا باقی مانده‌اند که جمعیتشان به سوی کمتر شدن پیش می‌رود. هم‌اکنون اتحادیه بین‌المللی حفاظت از طبیعت وضعیت بقای گونهٔ شیر را در رده آسیب‌پذیر طبقه‌بندی کرده است.
شیرها ساختار اجتماعی مشخصی ندارند و در جامعه‌ای برابر و بدون رده‌بندی زندگی می‌کنند. آن‌ها به صورت گروهی به شکار می‌روند و شکار کردن بیشتر بر دوش شیرهای ماده است. با آنکه شیرهای نر شکار نمی‌کنند اما وظیفهٔ محافظت از گروه و قلمرو آن را بر دوش دارند. اما شیرهای نر نیز می‌توانند برای خود شکار کنند. همچنین میزان موفقیت هر دو جنس تقریباً برابر است. قلمرو شیر می‌تواند تا ۲۶۰ کیلومتر مربع را پوشش دهد.
به این جانور با ابهت از دیرباز تا کنون در فرهنگ و ادبیات ملل گوناگون جهان توجه شده است. نگاره‌های غار در لاسکو فرانسه نخستین نقاشی‌های یافت شده از شیر در جهانند که مربوط به ۱۷٬۰۰۰ سال پیش هستند. به عنوان نمادی از پادشاهی و قدرت در طبیعت، تصویر شیر از دیرباز در فرهنگ ایرانی نمایندهٔ شاهنشاهی بوده و اشاره به آن در طول تاریخ از سنگ‌نگاره‌های تخت جمشید تا پرچم ایران و نشان‌های دودمان پهلوی دیده می‌شود.

## واژه‌شناسی
در بیشتر گویش‌های فارسی نو، «شیر» به مفهوم جانوری درنده، واژه‌ای هم‌آوا و هم‌نگاره با «شیر» به مفهوم ماده‌ای خوراکی است. در فارسی میانه (نیای فارسی نو و نامور به زبان پهلوی)، اما این دو واژه به دو صورت متفاوت خوانده و نوشته می‌شدند. شیر به مفهوم جانوری درنده را در این زبان به صورت 𐭱𐭢𐭫 (پهلوی کتیبه‌ای) نوشته و به صورت šēr (با یای مجهول) می‌خواندند. شیر به مفهوم ماده‌ای خوراکی نیز به صورت 𐭱𐭩𐭫 (پهلوی کتیبه‌ای) نوشته و به صورت šir (همانند تلفظ امروزی) خوانده می‌شد. وجود تمایز تلفظی میان این دو واژه در فارسی تاجیکی و گروه زبان‌های کردی همچنان حفظ شده است.
ریشه «شیر»، «شیرآب» یا «شیرِ آب»، به مفهوم ابزاری که از آن برای بازوبست و تنظیم جریان مایعات یا گازها در لوله‌کشی استفاده می‌شود، مشخص نیست. منشأ این واژه را برخی با آب‌پران‌هایی که در سبک معماری قدیم به‌شکل کله شیر ساخته می‌شدند، مرتبط می‌دانند.

## فرگشت و رده‌بندی

دو دسته‌نما پیشنهادی دربارهٔ چگونگی توصیف پیوندهای خویشاوندی میان گونه‌های مختلف پلنگ‌مانندها، دسته‌نما بالا توسط جانسون و همکاران (۲۰۰۶) و وردلین و همکاران (۲۰۱۰) پیشنهاد شده و دسته‌نما پایین توسط دیویس و همکاران (۲۰۱۰) و مازاک و همکاران (۲۰۱۱) پیشنهاد شده است.

شیر نخستین بار توسط کارل لینه زیست‌شناس برجسته اهل سوئد بر اساس یک نمونه شیر از قسنطینه الجزایر در سال ۱۷۵۸ توصیف علمی شد و Felis leo نام گرفت. Felis به معنای گربه، در آغاز واژه‌ای متداول برای توصیف تمام اعضای خانواده گربه‌ایان بود؛ با این حال کاربرد آن امروزه محدود به چند گونه از گربه‌ایان کوچک مانند گربه خانگی و گربه جنگلی شده است. رجینالد اینس پوکوک جانورشناس بریتانیایی در سال ۱۹۳۰ هنگام نگاشتن مطالبی پیرامون نمونه شیرهای آسیایی موزه تاریخ طبیعی لندن شیر را در سرده پلنگ‌مانندها (Panthera) طبقه‌بندی کرد و نام آن را به Panthera leo تغییر داد.
به عنوان گونه‌ای از سردهٔ پلنگ‌مانندها خویشاوندان نزدیک شیر دیگر گونه‌های این سرده چون ببر، پلنگ، پلنگ برفی و جگوار هستند. در میان گونه‌های نامبرده به ترتیب پلنگ و جگوار دارای نزدیک‌ترین خویشاوندی با شیر هستند و ببر به همراه پلنگ برفی کلادی جدا از این سه گونه را شامل می‌شوند. به احتمال زیاد سردهٔ پلنگ‌مانندها در آسیا فرگشت یافت ولی ریشه‌های دقیق آن نامشخص هستند. شواهد سنگواره‌ای نشان می‌دهند که این سرده می‌بایست میان ۴٫۱ تا ۵٫۹۵ میلیون سال پیش بر روی زمین پا گذاشته باشد. شیر خود، میان ۱ میلیون تا ۸۰۰٬۰۰۰ سال پیش در آفریقا فرگشت یافت و در زیستگاه‌های نیم‌کره شمالی زمین پراکنده شد.
کهن‌ترین سنگواره‌های یافت شدهٔ شیر در اروپا مربوط به ۷۰۰٬۰۰۰ سال پیش هستند که مربوط به زیرگونه Panthera leo fossilis در ایسرنیا، ایتالیا می‌شوند. شیرهای غارنشین (Panthera leo spelaea) بازماندگان این‌گونه شیر هستند که ۳۰۰٬۰۰۰ سال پیش ظاهر شدند. شیرهای شمال اوراسیا در پایان واپسین دورهٔ یخبندان زمین نزدیک به ۱۰٬۰۰۰ سال پیش منقرض شدند. شیرهای اروپا در عصر پلیستوسن پسین نه تنها در اوراسیا حضور داشتند که به آمریکای شمالی راه پیدا کردند و در جنوب تا پرو پراکنده شدند.
بررسی‌های تازه انجام گرفته و منتشر شده در سال ۲۰۱۴ نشان داده‌اند که نیاکان شیرهای امروزی حدود ۱۲۴ هزار سال پیش زندگی می‌کردند. گونه امروزی شیر (Panthera leo) نخست در شرق و جنوب آفریقا ظاهر شد. در دوران پلیستوسن پسین شیرهای ساکن جنوب یا شرق قاره آفریقا با گذر زمان از بقیه جدا شده و روند تغییر خود به نسبت شیرهای ساکن شمال و غرب آفریقا را آغاز کردند. وجود دو رودخانهٔ بزرگ نیل و نیجر باعث شد که این دو گروه از شیرها از هم دور بمانند. Panthera leo در حدود ۲۱ هزار سال پیش به خارج از قاره آفریقا پا گذاشت و در نهایت به شبه‌قاره هند رسیدند. حدود ۵ هزار سال پیش نیز گروه دیگری از شیرها از آفریقا مهاجرت کرده و به ایران رسیدند. این نسل از شیرها امروزه منقرض شده‌اند.

### زیرگونه‌ها
به صورت سنتی می‌توان گفت که ۱۲ زیرگونهٔ معاصر شیر شناسایی شده‌اند که با هم در ظاهر یال، اندازهٔ بدن، و گسترهٔ پراکندگی تفاوت دارند. با این حال همهٔ این زیرگونه‌ها، زیرگونهٔ واقعی نیستند چرا که گاه تغییرات در ظاهر آنچنان کم‌اهمیت و ناچیز بوده‌اند که صرفاً نشان‌دهندهٔ تنوع فراوان در ظاهر شیرهای مختلف هستند. از این رو بعداً تنها ۸ زیرگونهٔ پذیرفته شدند.

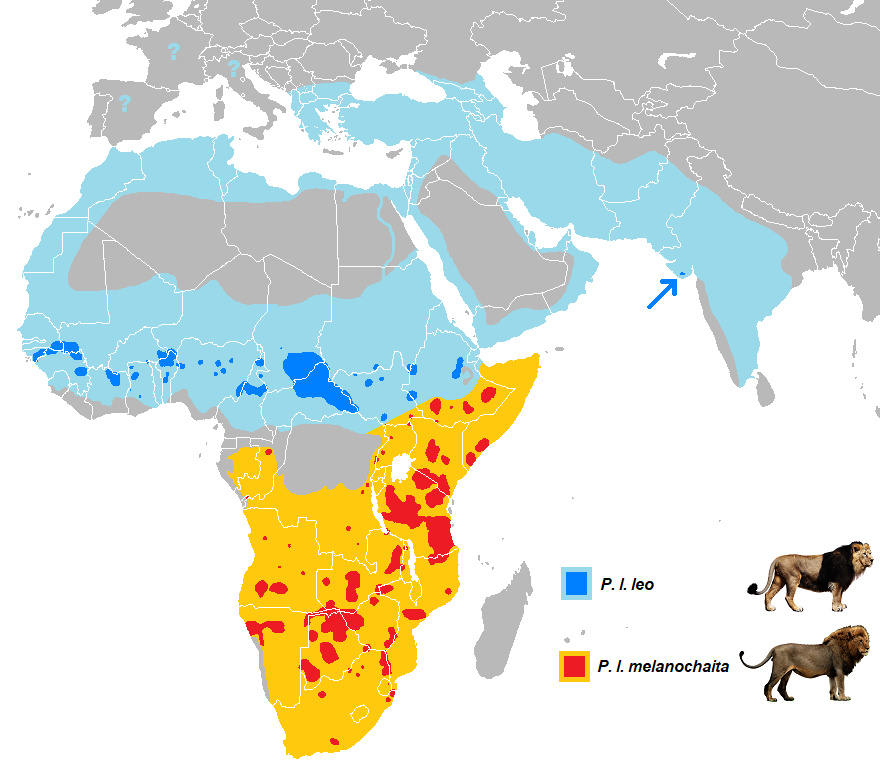
پراکندگی زیستگاه‌ها و جمعیت‌های دو زیرگونه شیر بر اساس طبقه‌بندی جدید در سال ۲۰۱۷. بخش‌های روشن زیستگاه‌های سابق و تاریخی را نشان می‌دهند.

یک پژوهش تخصصی ژنتیک که توسط آی‌یوسی‌ان در سال ۲۰۱۷ منتشر شد نشان می‌دهد که تنها دو زیرگونهٔ حقیقی شیر وجود دارند، یکی Panthera leo leo که جمعیت امروزی شیر در غرب آفریقا، آفریقای مرکزی و هند را شامل می‌شود، و دیگری Panthera leo melanochaita که جمعیت امروزی شیر در جنوب و شرق آفریقا را در بر می‌گیرد. زیرگونه Panthera leo leo به صورت تاریخی در شمال آفریقا، غرب آسیا و جنوب اروپا نیز می‌زیسته اما امروزه منقرض شده است. زیرگونه Panthera leo melanochaita نیز به صورت تاریخی در اریتره، جیبوتی و لسوتو حضور داشته اما جمعیت آن در این کشورها به دلایلی نظیر تخریب زیستگاه و کشتار به دلیل شکار تروفه امروزه منقرض شده است.

#### معاصر

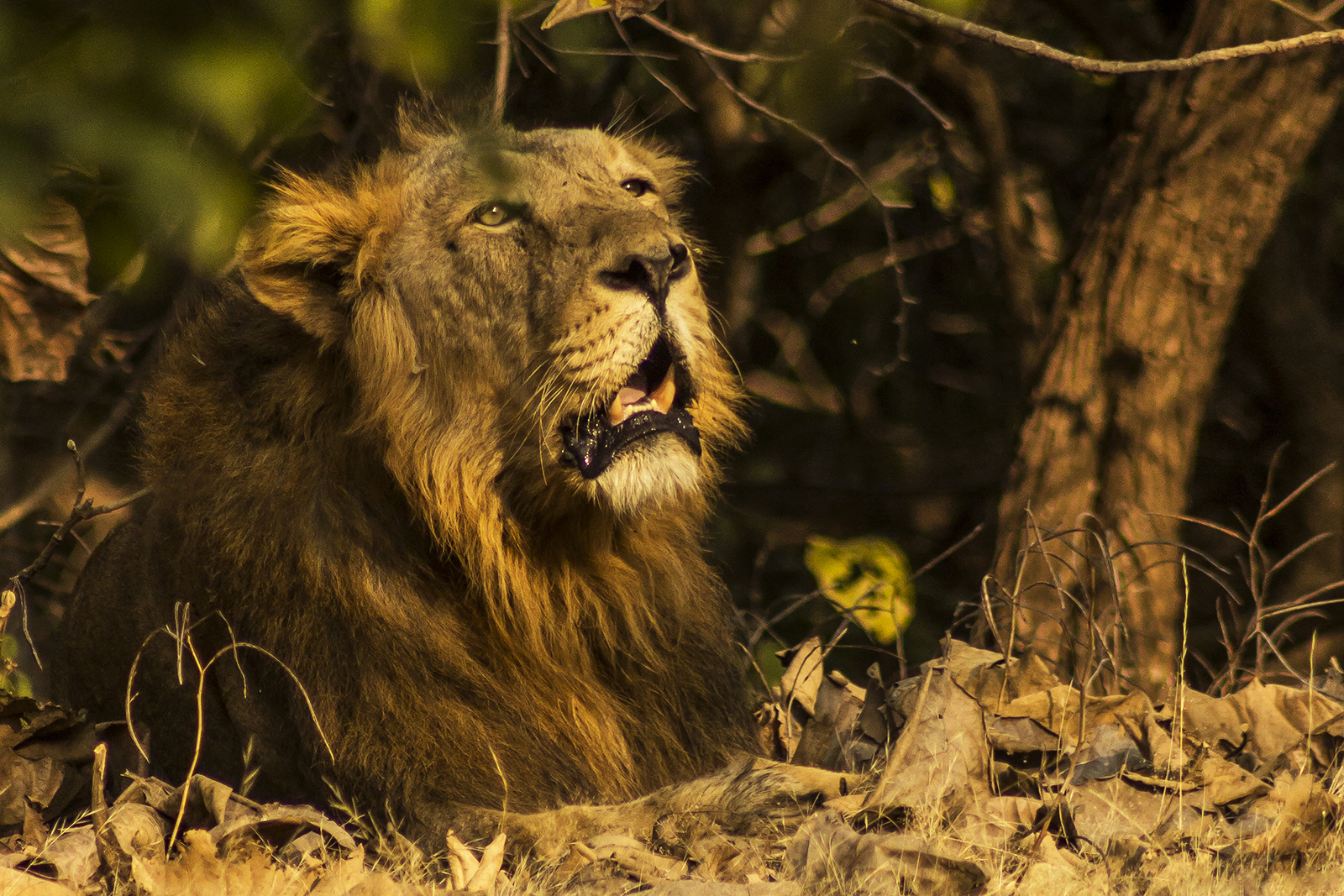
شیر آسیایی نخستین بار توسط یوهان نپوموک مایر جانورشناس اهل اتریش توصیف علمی شد و Felis leo persicus به معنای شیر ایرانی نام گرفت. نام علمی امروزی این زیرگونه یعنی Panthera leo persica نیز به معنای شیر ایرانی است.

هشت زیرگونهٔ شناسایی‌شدهٔ معاصر شیر (مربوط به دور هولوسن) بر اساس طبقه‌بندی سنتی به ترتیب زیر هستند:
- شیر آسیایی (P. l. persica) که به نام‌های شیر ایرانی، جنوب آسیا، و هندی نیز شناخته می‌شود،[پانویس ۲] روزگاری در گسترهٔ وسیعی که از ترکیه آغاز می‌شد جنوب غرب آسیا را در بر می‌گرفت و به سرزمین‌های شبه‌قاره هند (پاکستان، هند، و بنگلادش امروزی) کشیده می‌شد، زندگی می‌کرد. گله‌های گستردهٔ این جانور و عادتشان به فعالیت در روز، شکار آن‌ها را آسان کرد و جمعیت‌های محلی آن در بیشتر مناطقی که پیشتر یافت می‌شدند از میان رفتند. امروزه تنها نزدیک به ۴۰۰ عدد از آن‌ها در جنگل گیر واقع در ایالت گجرات هند زندگی می‌کنند.[۳۲] بررسی‌های ژنتیکی نشان می‌دهند که اجداد این شیرها میان ۷۴ تا ۲۰۳ هزار سال پیش از اجداد شیرهای آفریقایی امروزین جدا شدند.[۲۶]

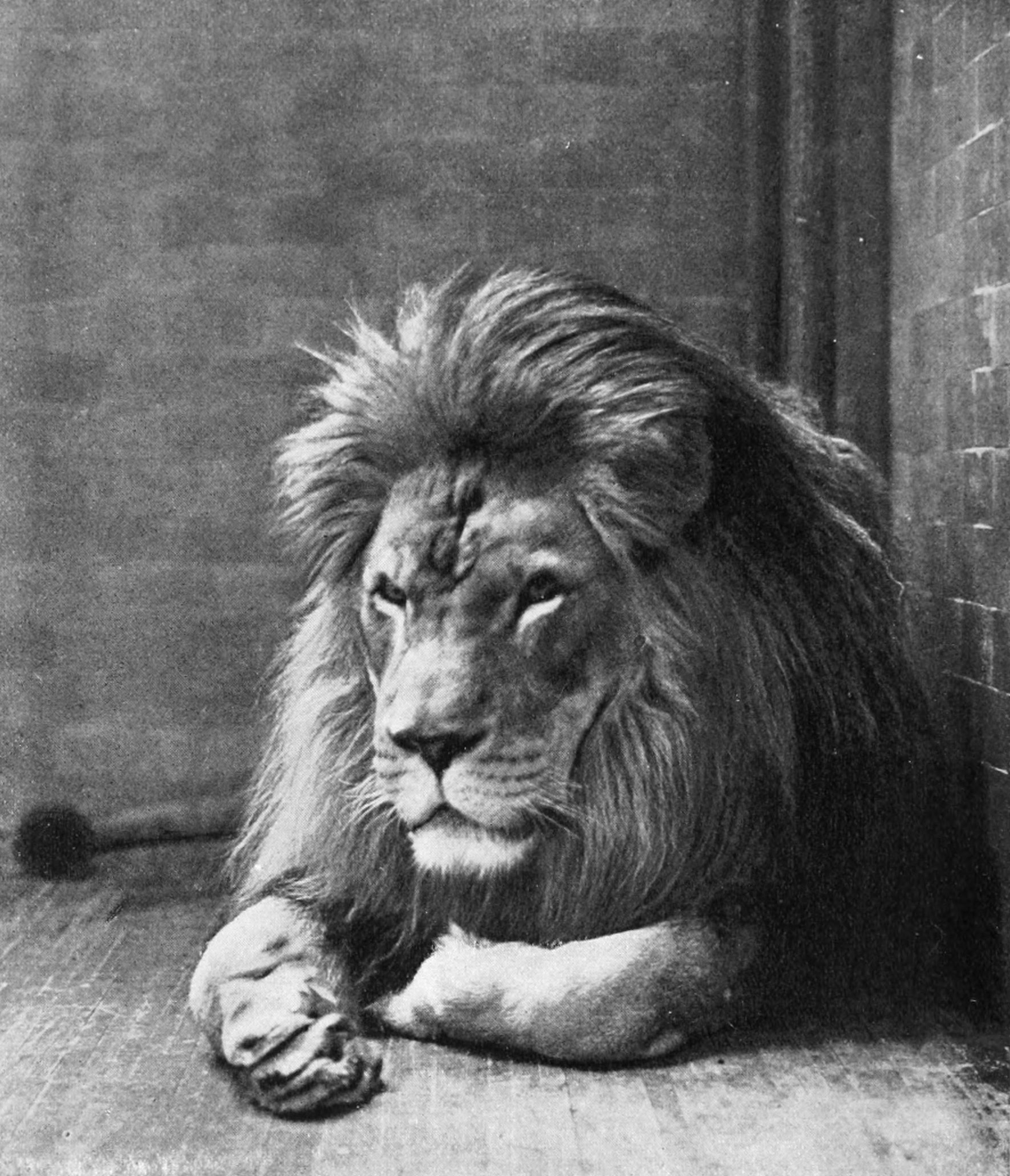
تصویری متعلق به سال ۱۸۹۷ از یک شیر بربری در باغ وحش برانکس، نیویورک

- شیر بربری (P. l. leo) که در نواحی کوه‌های اطلس در مراکش و مصر یافت می‌شد و امروزه نسلش در حیات وحش منقرض شده است. واپسین شیر بربری در حیات وحش در سال ۱۹۲۲ در مراکش کشته شد.[۳۳] با این حال بررسی گزارش‌های مشاهده این جانور توسط مردم نشان می‌دهند که بازماندگان شیر بربری در حیات وحش احتمالاً تا اوایل دهه ۱۹۶۰ در الجزایر و تا میانه همان دهه در مراکش به بقای خود ادامه داده‌اند.[۳۴] شیر بربری یکی از بزرگ‌جثه‌ترین زیرگونه‌های شیر بود و بر پایهٔ گزارش‌ها طول بدنش ۳ تا ۳٫۳ متر و وزنش بالغ بر ۲۰۰ کیلوگرم در نرها بود. به نظر می‌آید که این زیرگونه بیشتر به شیرهای آسیایی نزدیک بود تا شیرهای آفریقا. تعدادی شیر در اسارت وجود دارند که به زیرگونهٔ بربری نسبت داده می‌شوند،[۳۵] به ویژه آنکه ۹۰ شیر از مجموعهٔ شخصی پادشاه مراکش در باغ وحش شهر رباط باقی مانده‌اند.[۳۶]
- شیر غرب آفریقا (P. l. senegalensis) در مناطق غرب آفریقا، از سنگال تا جمهوری آفریقای مرکزی یافت می‌شود.
- شیر شمال‌شرقی کنگو (P. l. azandica) در مناطق شمال و شمال‌شرقی کشور کنگو یافت می‌شود.
- شیر شرق آفریقا (P. l. nubica) که به نام شیر ماسای شناخته می‌شود در شرق آفریقا، از اتیوپی و کنیا تا تانزانیا و موزامبیک یافت می‌شود.
- شیر جنوب‌غربی آفریقا یا شیر کاتانگا (P. l. bleyenberghi) در جنوب‌غربی قارهٔ آفریقا و کشورهای نامیبیا، بوتسوانا، آنگولا، کنگو، زامبیا، و زیمبابوه زندگی می‌کند.[۳۷]
- شیر جنوب‌شرقی آفریقا (P. l. krugeri) که به نام شیر ترانسفال خوانده می‌شود، در استان ترانسفال در جمهوری آفریقای جنوبی که پارک ملی کروگر را نیز در بر می‌گیرد، یافت می‌شود.[۳۷]
- شیر دماغه (P. l. melanochaita) جمعیتی از شیر بومی استان ناتال و دماغه در آفریقای جنوبی بود که در حوالی سال ۱۸۶۰ منقرض شد.[۳۸][۳۹] نمونه گونه‌نام آن مربوط به دماغه امید نیک است که در سال ۱۸۴۲ توسط چارلز همیلتون اسمیت بریتانیایی توصیف علمی شد و از همین رو شیر دماغه نامیده می‌شود.[۴۰] شیر دماغه به عنوان نخستین زیرگونهٔ منقرض‌شده شیرها در دوران معاصر شناخته می‌شود.[۴۱]

#### پلیستوسن

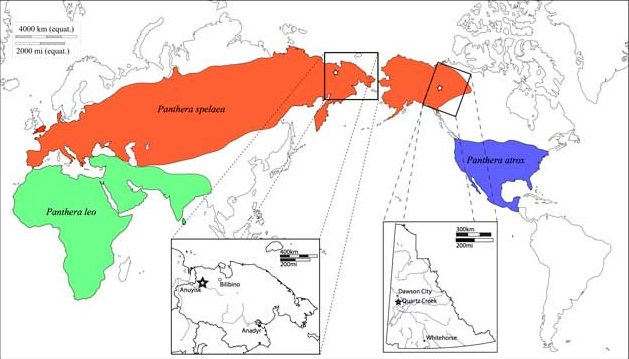
گستره پراکندگی زیستگاه شیرها در پایان پلیستوسن پسین: شیر غارنشین (Panthera spelaea) به رنگ سرخ، شیر آمریکایی (Panthera atrox) به رنگ آبی و شیر امروزی (Panthera leo) به رنگ سبز

چندین گونه و زیرگونه مربوط به شیر در دور پلیستوسن زندگی می‌کردند که ویژگی‌های مشترکی از جمله فقدان یال در نرها داشتند. برخی از آن‌ها به شرح زیر هستند:
- شیر غارنشین اروپایی دورهٔ میانی پلیستوسن (P. l. fossilis یا P. fossilis) یا شیر موسباخ نزدیک ۵۰۰٬۰۰۰ سال پیش در اروپا زندگی می‌کرد. سنگوارهٔ این جانور در آلمان و ایتالیا پیدا شده است. جثهٔ این شیر بزرگ‌تر از شیرهای آفریقایی بوده و به اندازهٔ جثهٔ شیرهای غارنشین آمریکایی می‌رسیده است.[۲۶] پژوهش‌های اخیر حاکی از آن است که نیای این جانور نه شیری حقیقی، بلکه گونه‌ای شیرمانند اولیه است که حدود ۱٫۷ تا ۱٫۲ میلیون سال پیش در تنگ الدوای تانزانیا فرگشت یافته بود. این شیرمانند اولیه حدود ۷۸۰٬۰۰۰ تا ۷۰۰٬۰۰۰ سال پیش از آفریقای شرقی به اروپا مهاجرت کرد و منشأ پیدایش چندین گونه شیرمانند دیگر شد. طبق مطالعات ژنتیکی تا حدود ۵۰۰٬۰۰۰ سال پیش همچنان آمیزش‌هایی میان این شیرمانندها و نیاکان شیرهای امروزی وجود داشته، اما از حدود ۴۷۰٬۰۰۰ سال پیش به بعد دیگر آمیزشی میان این دو جمعیت روی نداده است.[۴۳][۴۴]

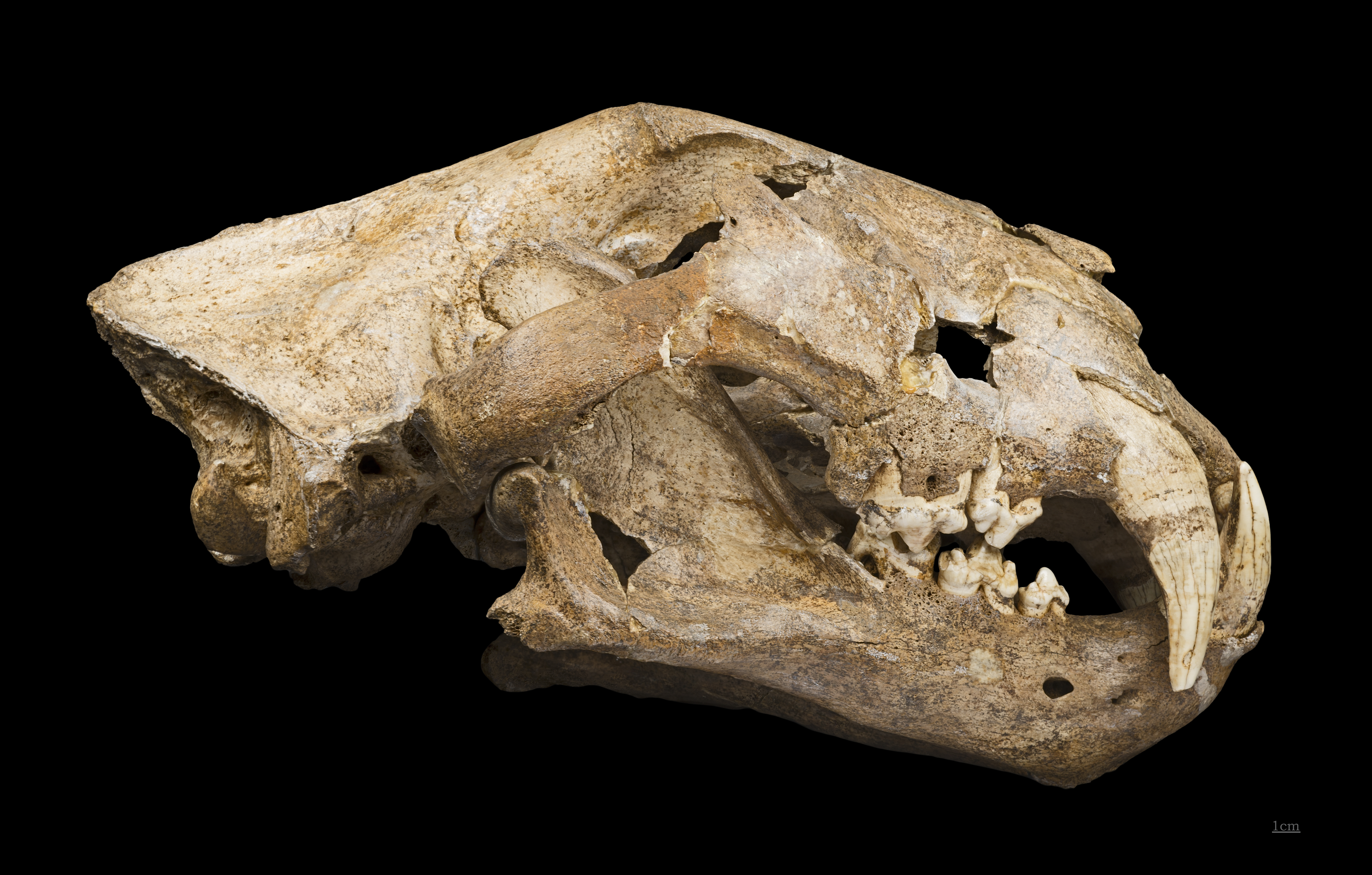
جمجمه یک شیر غارنشین در موزه تولوز، فرانسه

- شیر غارنشین (P. l. spelaea یا P. spelaea) که به آن شیر غارنشین اروپایی، شیر غارنشین اوراسیایی، و شیر استپ نیز گفته می‌شود، در میان ۳۰۰٬۰۰۰ تا ۱۰٬۰۰۰ سال پیش در بریتانیای کبیر، فرانسه، جنوب اروپا، اروپای مرکزی، دشت اروپای شرقی، شمال آسیا، آلاسکا و شمال غرب کانادا زندگی می‌کرد.[۲۶][۴۵] این شیر بازماندهٔ شیر موسباخ است؛ با آنکه جثهٔ شیرهای موسباخ ۲۵ درصد بزرگتر از شیرهای کنونی بود،[۴۶] با گذر زمان اندازهٔ این جثه کوچکتر شد تا آنکه در شیر غارنشین به ۸ تا ۱۰ درصد بیشتر از جثه شیرهای کنونی رسید.[۴۷] بررسی نمونه‌های سنگواره و دی‌ان‌ای این جانور نشان می‌دهند که شیر غارنشین گونه‌ای جدا از شیر امروزی بوده و واپسین نیای مشترک این دو حدود ۱٫۹ میلیون سال پیش می‌زیسته است.[۴۸][۴۹] در کنار گرگ و خرس قهوه‌ای، شیر غارنشین شکارچی رأس هرم غذایی در زیستگاه‌های استپ و تایگا محسوب می‌شد. چگونگی زیست اجتماعی آن مورد ابهام قرار دارد؛ برخی شواهد نشان می‌دهند که احتمالاً برخلاف شیرهای امروزی تک‌زی بوده است.[۵۰] شیر غارنشین بیشتر از روی غارنگاره‌های مربوط به دوران پارینه‌سنگی در اروپا، کنده‌کاری بر عاج، و تصاویر روی کوزه‌ها شناخته شده است.[۵۱] این تصاویر نشان می‌دهند که این جانور گوش‌های برآمده، دم منگوله‌وار، و به احتمالی خطوط محوی همانند خطوط بدن ببر بر روی تن داشته. با آنکه باور بر این است که این شیر بی‌یال بوده، تصاویر نشان می‌دهند که حداقل بعضی از نرهای این‌گونه یال مختصری دور گردن خود داشته‌اند.[۴۲]

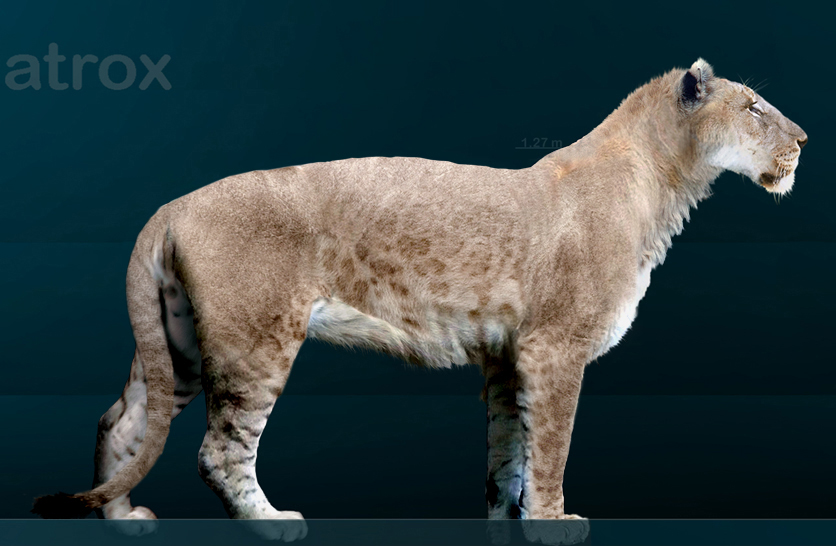
بازسازی تصویری از پیکر شیر غارنشین آمریکایی

- شیر آمریکایی یا شیر غارنشین آمریکایی (P. l. atrox یا P. atrox) تا حدود ۱۰٬۰۰۰ سال پیش در آمریکای شمالی از کانادا تا مکزیک به فراوانی یافت می‌شد. نمونه سنگواره‌های منسوب به این جانور در شمال غرب و غرب آمریکای جنوبی نیز یافت شده، با این حال ماهیت حقیقی این سنگواره‌ها مورد اختلاف است.[۵۲] این زیرگونه یا گونه، ارتباط نزدیکی با شیر غارنشین داشته و به احتمال زیاد از جدا شدن گروهی از شیرهای غارنشین از جمعیت اصلی در ۳۴۰٬۰۰۰ سال پیش پدید آمده است.[۴۸] پیشتر مطالعات مربوط به ریخت‌شناسی جمجمه، شیر آمریکایی را به عنوان گونه‌ای نزدیک به جگوار، تنها گونه زنده پلنگ‌مانندها در قاره آمریکا معرفی می‌کرد.[۵۳] طول بدن شیر آمریکایی میان ۱٫۶ تا ۲٫۵ متر (بدون در نظر گرفتن دم) بود، این در حالی است که طول بدن بزرگ‌ترین گربه‌سان امروزی یعنی ببر سیبری (P. t. altaica)، به ندرت به ۲٫۳ متر (بدون در نظر گرفتن دم) می‌رسد.[۵۴] وزن شیر آمریکایی به ۳۴۰ تا ۵۲۰ کیلوگرم می‌رسیده، وزنی دو برابر وزن شیرهای کنونی و قابل قیاس با بزرگ‌ترین خرس‌هایی که تاکنون زیسته‌اند.[۵۵]

#### دورگه‌ها

دو شیببر ماده (چپ) و نر در پارکی در کره جنوبی. به خال‌های روی پوست و ظاهر شیرمانند آن دقت کنید.

شیرها به توانایی تولید مثل با ببرها (اغلب با ببر سیبری و بنگال) شناخته شده‌اند. حاصل این درآمیختن‌ها دو گونهٔ دورگه، شیببر و ببشیر هستند که اولی از آمیزش شیر نر با ببر ماده و دومی از آمیزش شیر ماده با ببر نر پدید می‌آیند. شیرها با پلنگ نیز می‌آمیزند و حاصل آن پلنشیر است. دورگهٔ شیر و جگوار را جگشیر می‌نامند. امروزه به دلیل تأکید بر اهمیت نگهداری از گونه‌ها و زیرگونه، دورگه‌سازی از شیرها توصیه نمی‌شود، با این حال هنوز در چین مراکز و باغ‌وحش‌های خصوصی اقدام به این کار می‌کنند.
ژن رشد در شیببرها از ببر ماده منتقل نمی‌شود و این شیر نر است که ژن رشد خود را به فرزند منتقل می‌کند. نتیجه آن می‌شود که شیببرها سریع‌تر از هر یک از والدین‌شان بزرگ می‌شوند. آن‌ها ویژگی‌های ظاهری و رفتاری هر دو پدر و مادر خود را به ارث می‌برند؛ برای نمونه خال‌ها و رگه‌هایی بر روی پوستی به رنگ بدن شیر. شیببرهای نر توانایی باروری ندارند ولی ماده‌ها بارورپذیر هستند. احتمال آنکه نرها یال داشته باشند ۵۰ درصد است ولی حتی اگر یال در بیاورند اندازهٔ متوسطی خواهد داشت. طول بدن شیببرها میان ۳ تا ۳٫۷ متر و وزنشان میان ۳۶۰ تا ۴۵۰ کیلوگرم یا بیشتر است. ببشیرِ کمتر مرسوم، حاصل آمیزش ببر نر و شیر ماده است. به دلیل اثرات متقابل وراثتی، اندازهٔ ببشیرها کوچکتر از مادر و پدرشان است.
| نام دورگه |       |            |
| --------- | ----- | ---------- |
| شیببر     | شیر   | ماده‌ببر    |
| ببشیر     | ببر   | ماده‌شیر    |
| شیگوار    | شیر   | جگوار ماده |
| جگشیر     | جگوار | ماده‌شیر    |
| شیرنگ     | شیر   | پلنگ ماده  |
| پلنشیر    | پلنگ  | ماده‌شیر    |

## توصیف ظاهری
شیر بلندقامت‌ترین گربه‌سان است و ارتفاع شانه‌اش ۲۰ سانتی‌متر از ببر بلندتر است. پس از شیر، ببر دومین گربه‌سان بزرگ‌جثه موجود از لحاظ اندازه و وزن است. جمجمه شیر همانندی بسیاری به ببر دارد ولی بخش جلویی آن اغلب بسیار صاف‌تر است و دهانه‌های تنفسی بزرگتری دارد. در بیشتر موارد، اختلاف میان آرواره پایینی دو جانور می‌تواند تعلق یک جمجمه به هر یک را به سادگی آشکار سازد.

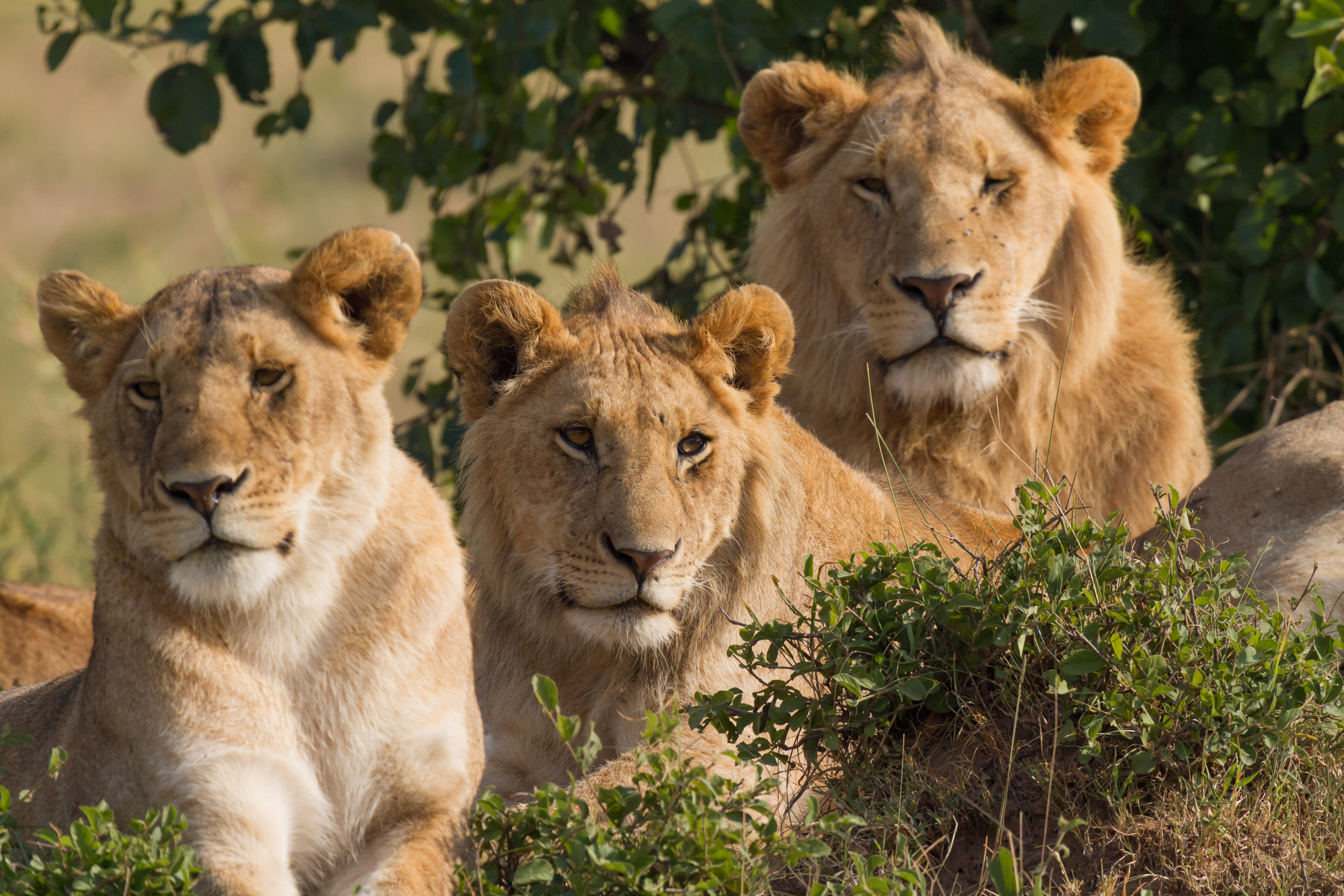
یک خانواده شیر در ماسایی مارا واقع در کنیا

رنگ بدن شیرها از سبز ملایم تا متمایل به زرد، قرمز، یا قهوه‌ای تیره متغیر است. توله‌ها به همراه خال‌هایی بر پوستشان به دنیا می‌آیند که آن‌ها را همانند پلنگ می‌کند. این خال‌ها با گذر زمان محو می‌شوند ولی پس از بلوغ نیز نقطه‌های کمرنگ بر پاها و بخش‌های پایینی بدن، به ویژه در ماده‌شیرها، دیده می‌شوند.
شیرها تنها اعضای خانواده گربه‌ایان هستند که دودیسی جنسی آشکار دارند، یعنی آنکه نرها و ماده‌ها به روشنی با هم تفاوت ظاهری دارند. آن‌ها همچنین دارای نقش‌های مشخص در گروه هستند. برای نمونه، ماده‌شیرها که اغلب شکار را انجام می‌دهند، یال ضخیم نرها را ندارند. رنگ یال نرها از زرد تا سیاه متغیر است و اغلب به همراه پیرتر شدن شیر، تاریک‌تر می‌شود
وزن شیرهای بالغ میان ۴۰۰–۳۰۰ کیلوگرم برای نرها و ۲۵۰–۲۰۰کیلوگرم برای ماده‌ها است. اندازه بدن شیرها به نسبت محیطی که در آن زندگی می‌کنند تغییر می‌کند و برای نمونه، شیرهای جنوب آفریقا در کل نزدیک به ۵ درصد سنگین‌تر از شیرهای ساکن شرق آفریقا هستند. میانگین وزنی شیر نر ۵۰ درصد بیشتر از میانگین وزنی ماده است.
طول بدن شیرهای نر میان ۴۲۰–۳۵۰ سانتی‌متر و شیرهای ماده ۳۳۰–۲۷۰ سانتی‌متر است؛ ارتفاع شانه به ۱۶۵ سانتی‌متر در نرها و کمینه ۱۱۰ سانتی‌متر در ماده‌ها می‌رسد. اندازه طول دم ۱۰۵–۹۰ سانتی‌متر در نرها و ۱۰۰–۷۰ سانتی‌متر در ماده‌ها است. بزرگ‌جثه‌ترین شیر دیده شده شیری نر با یال‌های سیاه بود که نزدیک به ۴٬۶ متر طول داشت و در سال ۱۹۷۳ در جنوب آنگولا کشته شد. سنگین‌وزن‌ترین شیر به دام افتاده نیز شیری آدم‌خوار با وزن ۳۸۰ کیلوگرم بود که در شرق استان ترانسفال در آفریقای جنوبی کشته شد. شیرهای در اسارت نگهداری شده اغلب جثه بزرگتری نسبت به شیرهای ساکن در حیات وحش دارند. سنگین‌وزن‌ترین شیر در اسارت وزنی برابر ۳۷۵ کیلوگرم داشت و در دهه ۱۹۷۰ میلادی در باغ‌وحشی در انگلستان نگهداری می‌شد. البته وزن شیرهای نر گاهی به ۴۸۰کیلوگرم و طول آن به ۴٫۷ متر هم می‌رسد.
مشخص‌ترین ویژگی مشترک میان هر دو شیر نر و ماده این است که دم در انتهای خود شکلی گلوله‌وار و پشمی پیدا می‌کند. در بعضی شیرها این گلوله پشمی، انتهای مهره‌های دمی را که اندازهٔ تقریبی ۵ میلی‌متر دارد، می‌پوشاند. شیر تنها گربه‌سانی است که در انتهای دم خود چنین بخش مشخصی را دارد اما کارایی آن تاکنون مشخص نشده است. این گلوله که در هنگام تولد وجود ندارد، در نزدیکی میانهٔ ماه پنجم زندگی رشد می‌کند و در ۷ ماهگی تشخیص‌پذیر است.
شیرها قدرت بدنی فراوانی دارند ولی دویدن زیاد آن‌ها را خسته می‌کند. در هنگام دویدن، بیشترین سرعتی که می‌توانند به آن دست پیدا کنند ۸۰ تا ۱۰۰کیلومتر بر ساعت است.

### یال

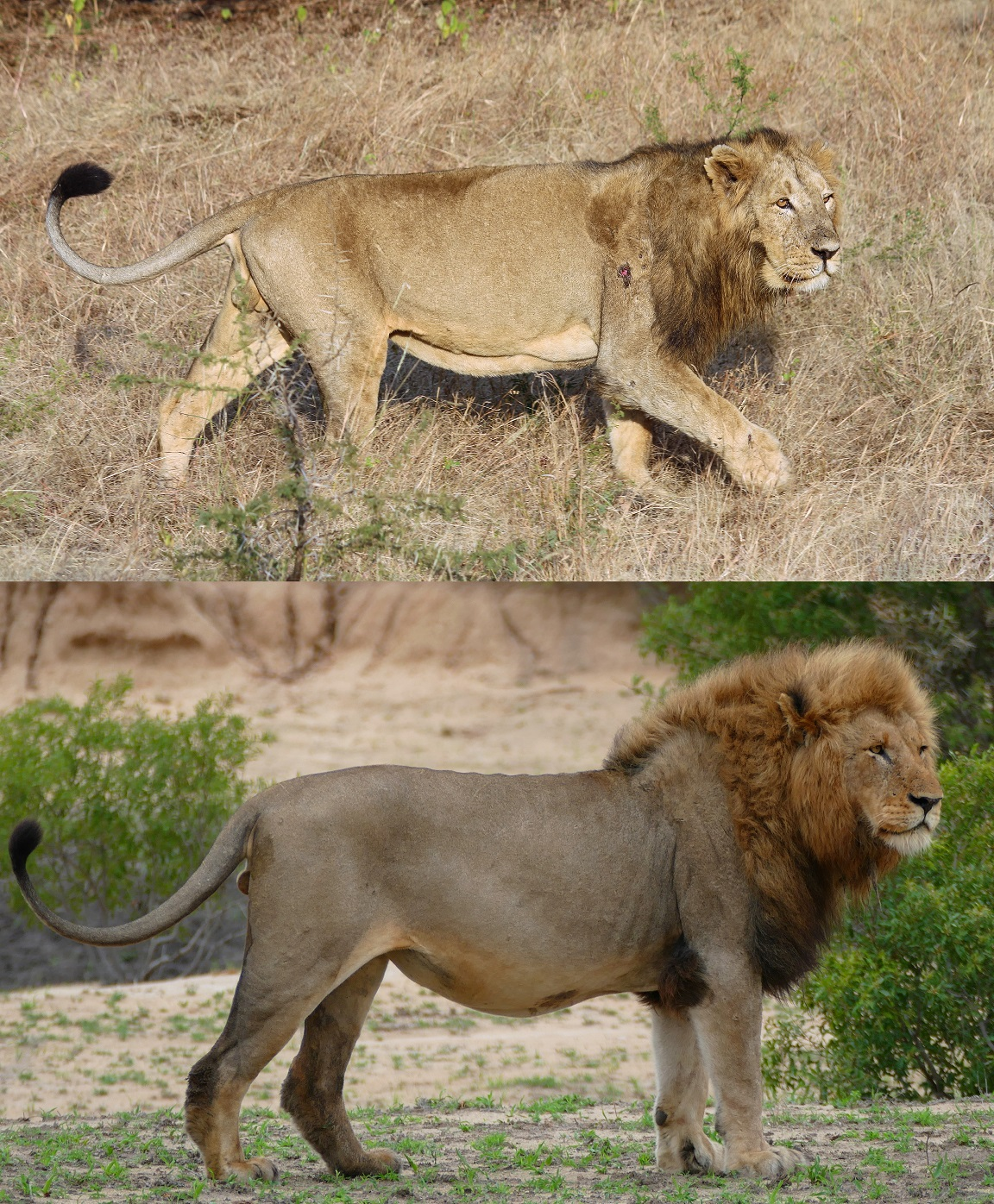
مقایسه اندازه و حجم یال دور گردن در یک شیر نر از پارک ملی جنگل گیر (هند) و یک شیر نر از پارک ملی کروگر (آفریقای جنوبی)

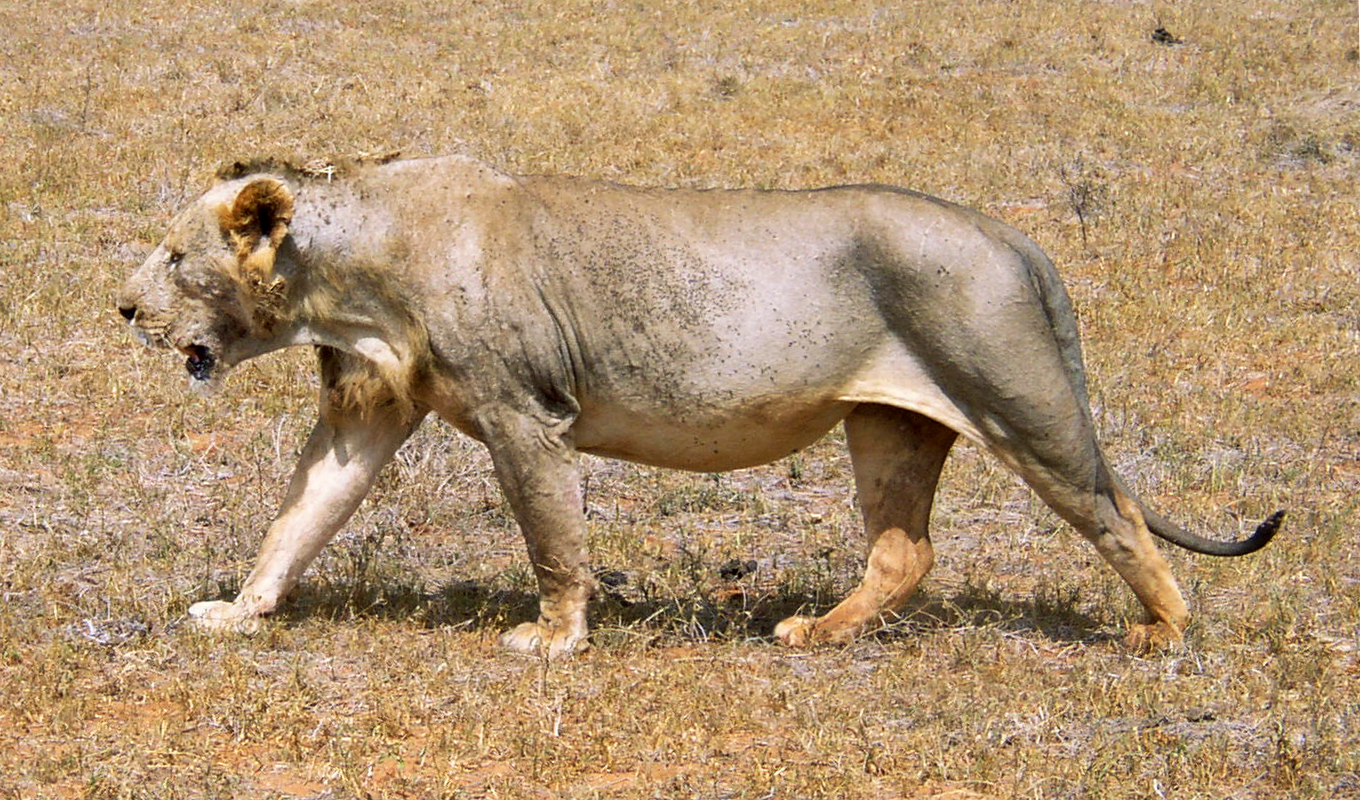
یک شیر نر بی‌یال از پارک ملی ساوو شرق، کنیا

یال شیرهای نر در میان گربه‌ایان منحصر به فرد است و یکی از بارزترین ویژگی‌های ظاهری آن‌ها به‌شمار می‌رود. وجود این یال کمک می‌کند که شیر خود را بزرگتر از آنچه هست نشان دهد و به او در نبرد با رقیبانی چون کفتار خال‌دار، ابهت ببخشد. وجود، عدم وجود، رنگ، و اندازه یال با شرایط وراثتی، بلوغ جنسی، آب و هوا، و تولید تستوسترون در ارتباط است و هرچه این یال سیاه‌تر باشد شیر تندرست‌تر است. ماده‌ها تمایل بیشتری به انتخاب نرهایی با یال‌های ضخیم‌تر و تاریک‌تر برای جفت‌گیری دارند. بررسی‌ها در تانزانیا نشان می‌دهند که یال ضخیم‌تر و تاریک‌تر می‌تواند نشان‌دهنده افزایش احتمال پیروزی یک نر در نبرد با نرهای دیگر باشد. همچنین نرهای با یال ضخیم‌تر دوره باروری بیشتری دارند و احتمال زنده ماندن بچه‌هایشان بیشتر است اگرچه در فصل‌های گرم سال متحمل سختی می‌شوند. عوامل محیطی همچون دما در میزان ضخامت و رنگ یال تأثیر دارند. نرهای زیرگونه آسیایی یال‌های کم‌پشت‌تری نسبت به هم‌نوعان آفریقایی خود دارند. نداشتن یال به معنای ناتوانی در جذب شیر ماده نیست. برای نمونه، شیرهای بی‌یال نر در ساوو در کنیا می‌توانند جفت جذب کنند و با موفقیت از قلمرو خود در مقابل شیرهای نر دیگر دفاع کنند.
در پارک ملی پنجاری در بورکینافاسو تقریباً همه نرها بی‌یال هستند یا آنکه یال‌های بسیار کم‌پشت دارند. شیرهای بی‌یال همچنین در سنگال و پارک ملی ساوو در کنیا دیده می‌شوند. شیرهای پارک ساوو به «بی‌یالی» شناخته شده هستند. میزان رشد یال شیر با تولید هورمون تستوسترون در بدن آن در ارتباط است و به دلیل آنکه تولید این هورمون با بیضه‌ها مرتبط است، شیرهایی که اخته می‌شوند هیچ یا میزان بسیار کمی یال دارند.
دلایل گوناگونی برای اینکه چرا بعضی شیرها یال ندارند مطرح شده‌اند: اینکه احتمال دارد شیرهای بی‌یال زیرگونه‌هایی جدا از شیر باشند و از لحاظ ژنتیکی با دیگر شیرها فرق داشته باشند، یا آنکه به دلیل «پر هزینه» بودن نگهداری یال برای شیرها، که به قیمت گرم‌شدن بدن و سختی حمل آن و نیاز به آب بیشتر برای حفظ تعادل دمایی بدن تمام می‌شود، این بخش به تدریج حذف شده است، اینکه کم‌پشت شدن یال می‌تواند نشان از زخمی‌شدن، شرایط محیطی نامطلوب، یا سن بالا باشد، یا آنکه کمبود یال نه به دلیل کمبود تستوسترون که به دلیل ازدیاد بیش از حد آن در شیرها پدید آمده است.
داشتن یال همیشه به معنی نر بودن نیست؛ زیرا شیرهای مادهٔ یال‌دار به ویژه در دلتای اوکاوانگو در بوتسوانا زندگی می‌کنند. رفتار این شیرهای ماده، مانند شیرهای نر و احتمال نازایی آنها بیشتر است.

### شیرهای سفید

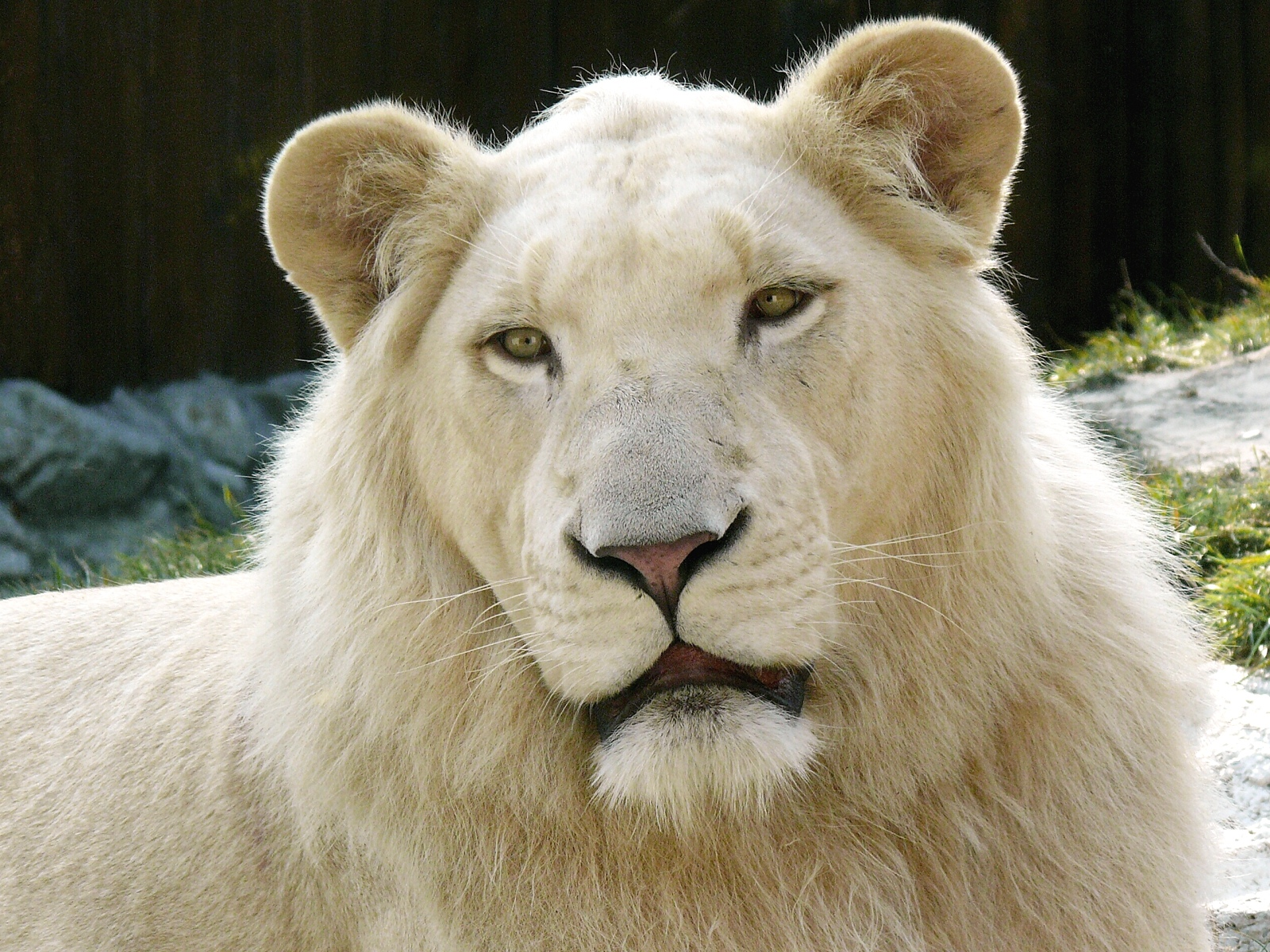
به وجود آمدن شیرهای سفید نتیجه یک ژن چیره است. در تصویر: یک شیر سفید در باغ وحش براتیسلاوا، اسلوواکی

شیر سفید یک زیرگونه جدا از شیر نیست بلکه یک چندریخت با شرایط ژنتیکی ویژه، لیوسیسم، است که باعث کم‌رنگ شدن پوست بدن شده و آن را همانند ببر سفید ساخته است. چنین حالت ژنتیکی همانند ملانیسم در پلنگ‌های سیاه است که در آن رنگ پوست جانور به سیاهی می‌گراید. با این حال این شیرها زال نیستند و تجمع رنگ‌دانه‌ها در چشم‌ها و پوستشان طبیعی است. شیرهای ترانسفال سفید تاکنون در گوشه و کنار پارک ملی کروگر و مناطق شرقی آفریقای جنوبی دیده شده‌اند ولی بیشتر در اسارت است که شیرهای سفید زاییده می‌شوند چرا که پرورش‌دهندگان از قصد شیرهایی را به آمیزش با هم ترغیب می‌کنند که توانایی تولید توله با رنگ سفید داشته باشند. از آنجا که پوست سفید غیرمعمول آن‌ها به دلیل چیرگی یک ژن است، بعضی پرورش‌دهندگان در آفریقای جنوبی آن‌ها را تولید می‌کنند تا در مسابقات شکار تروفه مورد استفاده قرار گیرند.
با آنکه شیرهای سفید از لحاظ استتار دچار مشکل هستند، تبعیضی برای آن‌ها در میان دیگر شیرها وجود ندارد و همچون دیگر اعضای یک گله به زندگی ادامه می‌دهند.
تفاوت بین شیر زال و شیر سفید را می‌توان از روی رنگ چشم آنها تشخیص داد. شیرهای سفید، چشم آبی و شیرهای زال چشم قرمز یا صورتی دارند.

## دوره زندگی و زایش

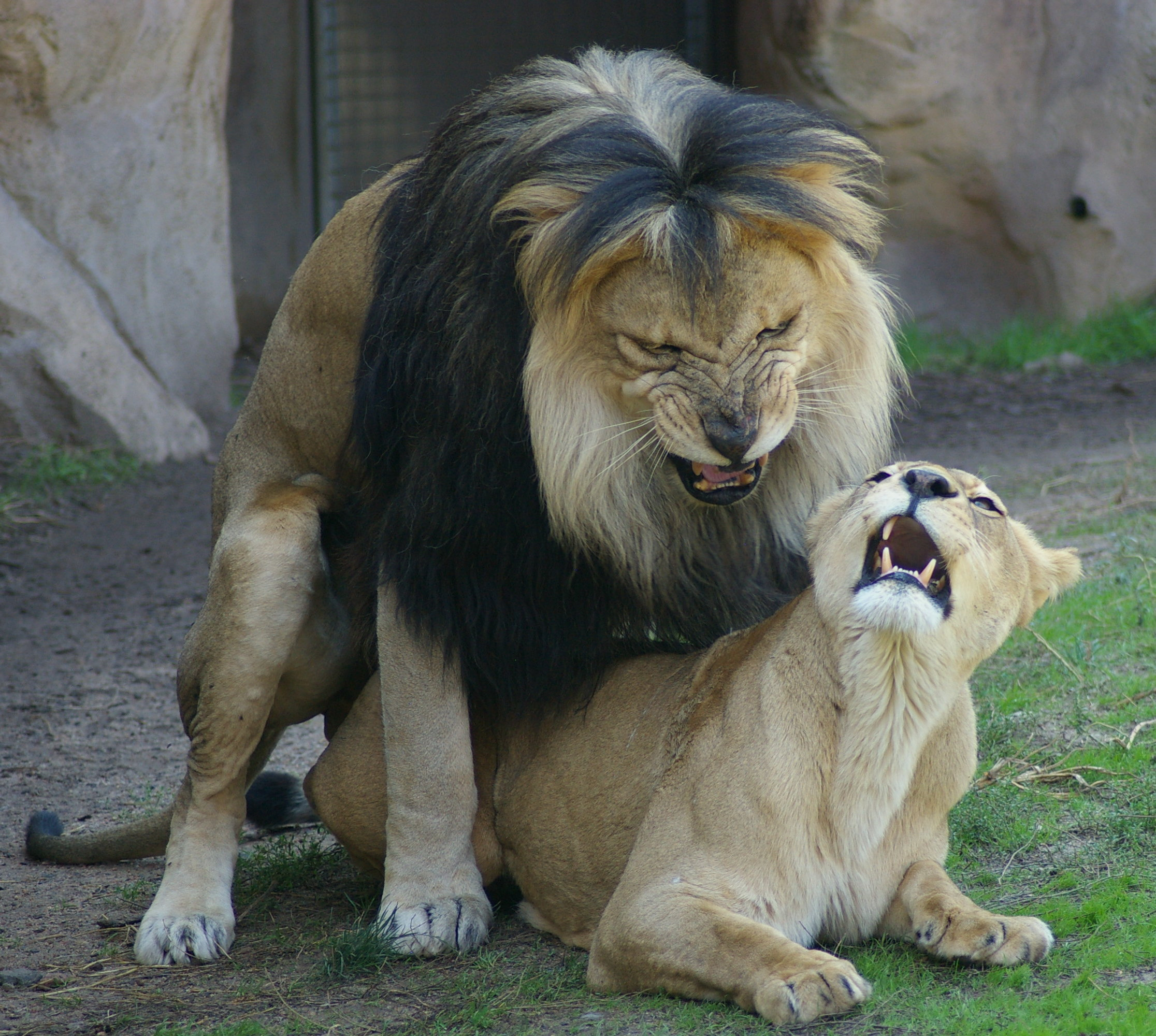
دو شیر در حال جفت‌گیری در باغ وحش دنور

شیرها زمان و دورهٔ جفت‌گیری مشخصی ندارند. بیشتر ماده‌شیرها تا هنگامی که به سن ۴ سالگی برسند یک بار فرزند به دنیا آورده‌اند. شیرهای نر تنها در یک زمان یا دوره مشخص از سال جفت‌گیری نمی‌کنند و ماده‌ها توانایی جفت‌گیری چندین باره در سال را دارند. همانند دیگر گربه‌ایان، اندام تناسلی نرها مهره‌هایی دارد که به سوی عقب متمایلند. هنگام خروج اندام از مهبل، مهره‌ها با دیواره آن برخورد می‌کنند و این می‌تواند باعث آزادسازی تخمک شود. یک ماده می‌تواند در طی دوره فحلی (دوره پذیرش جنسی) خود با بیش از یک نر آمیزش کند. در طی این دوره زوجین به صورت میانگین میان بیست تا چهل بار در روز آمیزش می‌کنند و اغلب از خوردن چشم‌پوشی می‌کنند. برای آبستن شدن ماده زوجین به صورت میانگین ۳۰۰ بار نزدیکی می‌کنند و این کار در طی دوره‌ای ۳ تا ۴ روزه و با میانگین زمانی ۲۰ دقیقه یکبار انجام می‌شود.
میانگین دوره آبستنی ۱۱۰ روز است، و به زایش ۱ تا ۴ توله‌شیر منجر می‌شود. بچه‌ها در مکانی به نام «لانهٔ شیر» که اغلب یک بیشه، بستری از نی و علف، غار، یا دیگر مناطق امن و دور از دسترس مهاجمان است، به دنیا آورده می‌شوند. مادر در هنگامی که کودکان هنوز بی‌دفاع هستند اغلب خود به شکار می‌پردازد و کمتر از لانه دور می‌شود. توله‌ها در هنگام به دنیا آمدن نابینا هستند و چشم‌هایشان تا نزدیک یک هفته پس از تولد باز نمی‌شوند. آن‌ها در این هنگام میان ۱٫۲ تا ۲٫۱ کیلوگرم وزن دارند. آن‌ها تلاش برای راه رفتن را از روز یکم یا دوم آغاز می‌کنند و تا هفته سوم می‌توانند به خوبی راه بروند. ماده‌شیر فرزندانش را در ماه نخست برای چند بار از لانه‌ای به لانه دیگر جابجا می‌کند تا جلوی جلب توجه مهاجمان احتمالی را بگیرد. او این کار را با به دندان گرفتن بچه‌ها از گردنشان به گونه‌ای که آسیبی نبینند انجام می‌دهد.

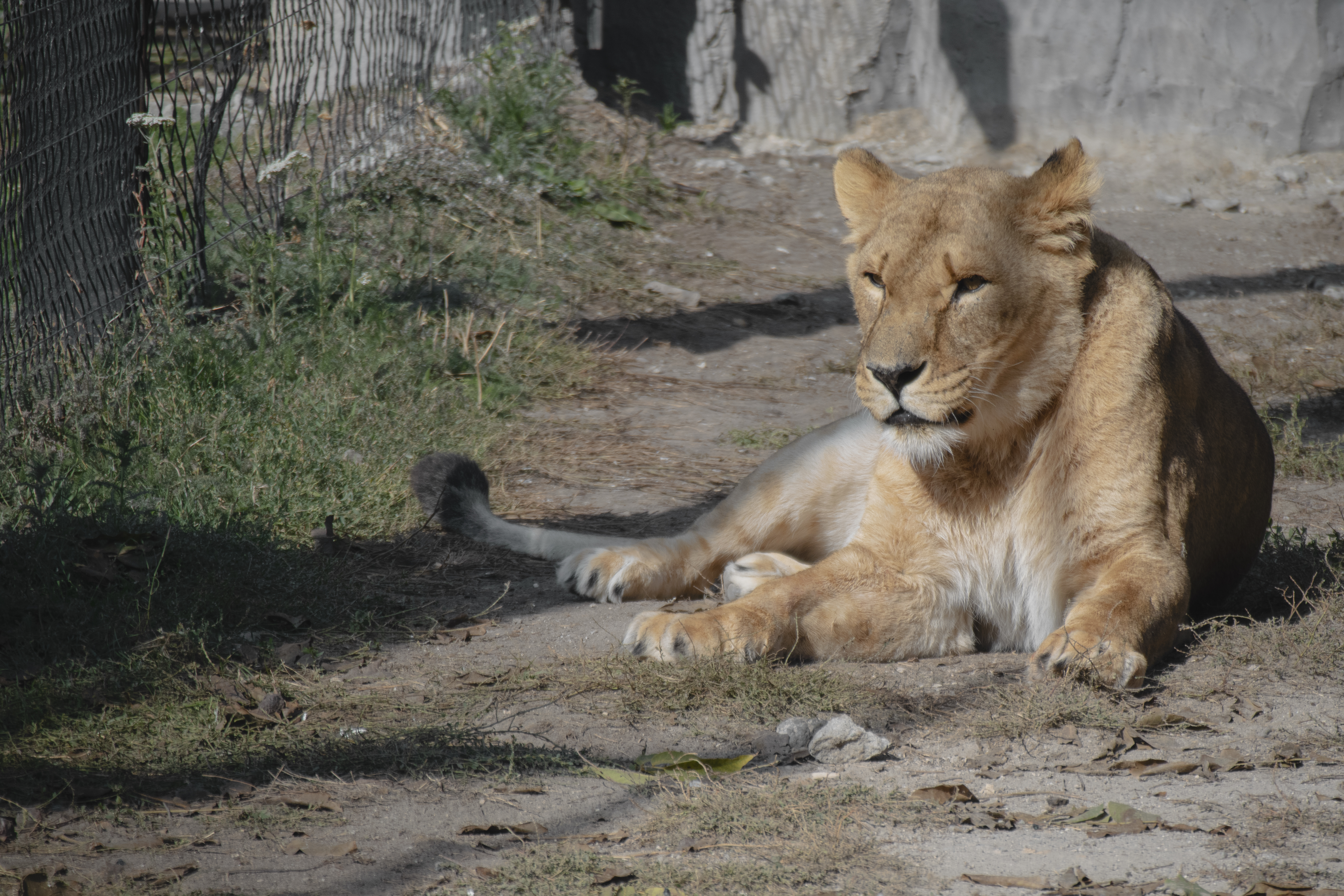
یک شیر ماده در باغ وحش ایروان

از آنجا که همزمانی بارداری و زایش در میان ماده‌های یک گله اهمیت بالایی دارد، ماده‌هایی که توله ندارند گاه قصد جان توله‌های تازه به دنیا آمده را می‌کنند تا به «تنظیم» دوره بارداری ماده مادر بپردازند. در بیشتر مواقع مادر تا پیش از آنکه توله‌هایش به هفته ششم تا هشتم نرسیده‌اند، به گله بازنمی‌گردد چرا که از کشته شدن توله‌هایش توسط این‌گونه ماده‌ها، بیم دارد. با این حال گاهی این بازگشت کمتر طول می‌کشد، به ویژه اگر ماده‌های دیگری در گله نیز در همان زمان زایش کرده باشند. برای نمونه، ماده‌شیرهای یک گله اغلب دوره زایشی خود را به گونه‌ای تنظیم می‌کنند که بتوانند در بزرگ کردن فرزندان به یکدیگر کمک کنند و از این رو شانس بیشتری برای بقای توله‌ها پدید آید. توله‌های به دنیا آمده نیز بدون تفاوت‌گذاری، از پستان همهٔ ماده‌ها شیر می‌نوشند. چنین راهبردی نه تنها باعث افزایش امنیت توله‌ها می‌شود که کمک می‌کند تا آن‌ها همگی شانس یکسانی برای زنده ماندن پیدا کنند و یک اندازه شوند. از این رو دوره‌های فحلی ماده‌ها نه تنها برای نرها اهمیت دارند که اهمیت بسیار بیشتری برای دیگر ماده‌ها دارند. توله‌هایی که نتوانند در زمان مشخص به اندازه مناسبی برسند احتمال بالاتری برای گرسنه ماندن به دلیل مغلوب شدن از سوی توله‌های بزرگتر خواهند داشت. گرسنه ماندن عامل مرگ ۲۸ درصد توله‌های شش‌ماهه تا یک ساله است.
جدای از خطر گرسنه ماندن، حمله جانوران وحشی چون شغال، کفتار، پلنگ، عقاب، و مار نیز آن‌ها را تهدید می‌کند. حتی گاومیش‌ها نیز هنگامی که بوی بدن بچه‌شیرها به مشامشان می‌رسد، به سوی آن‌ها حرکت می‌کنند تا در زیر پا لهشان کنند. از سوی دیگر هنگامی که یک یا بیشتر از یکی از نرهای گله آن را ترک می‌کند، نر یا نرهای فاتحی که ریاست گله را به دست آورده‌اند اغلب توله‌های باقی‌مانده از نرهای پیشین را می‌کشند و این می‌تواند به دلیل آن باشد که ماده‌ها تا هنگامی که بچه دارند و از آن مراقبت می‌کنند، علاقه‌ای به باردار شدن ندارند. در کل، نزدیک به ۸۰ درصد از همه توله‌ها پیش از رسیدن به سن دو سالگی می‌میرند و می‌توان دیگر شیرها را عامل اصلی این پدیده به حساب آورد.

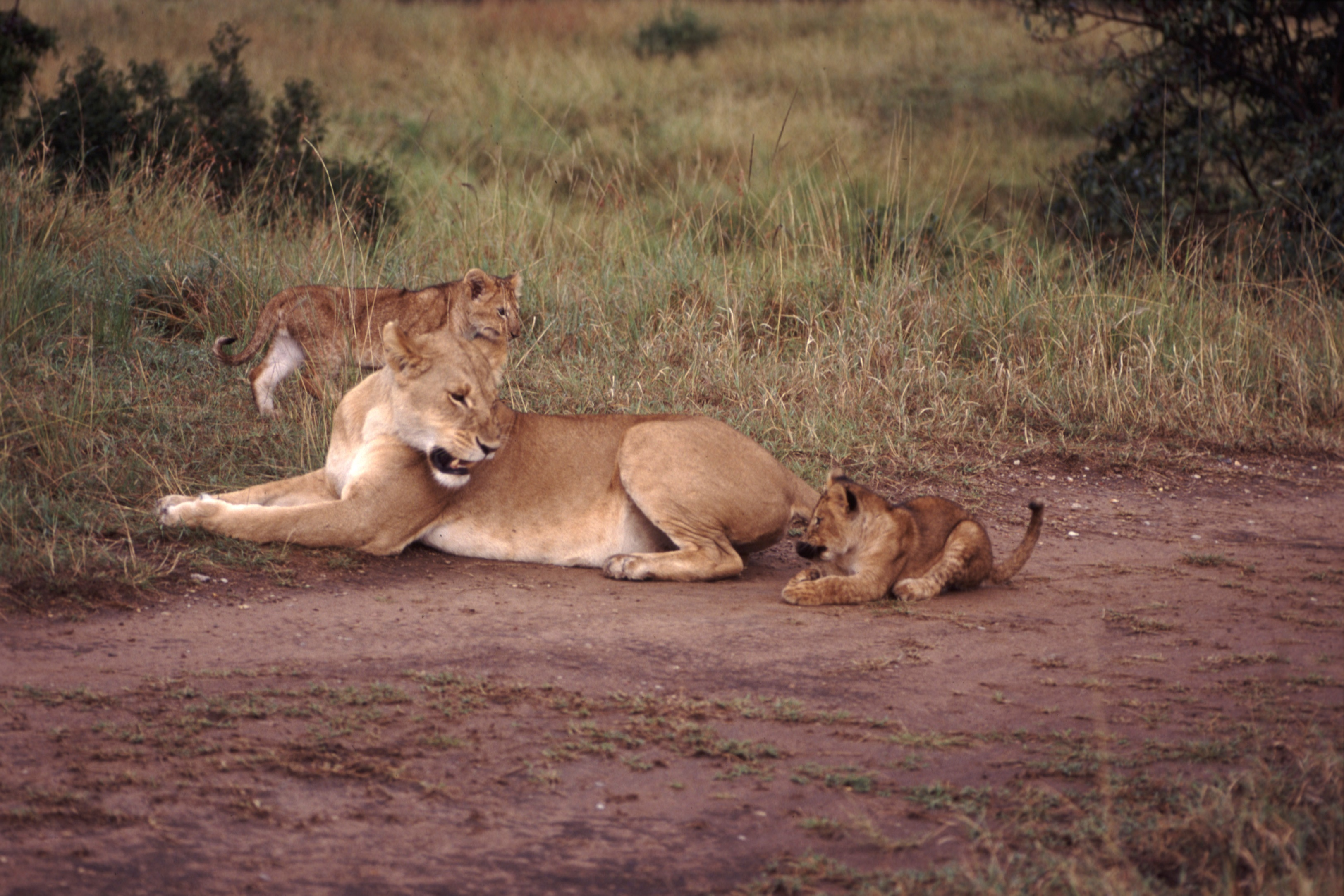
بچه‌شیرها بسیار بازیگوش هستند و اغلب با دیگر توله‌ها یا ماده‌های بالغ بازی می‌کنند.

هنگامی که توله‌ها به گله معرفی می‌شوند اغلب در برابر برخورد با دیگر شیرهای بالغ احساس کمبود اعتماد می‌کنند. با این حال پس از کوتاه‌زمانی جای خود را در گروه پیدا می‌کنند و بیشتر با دیگر توله‌ها و گاه با بالغ‌ها بازی می‌کنند. ماده‌هایی که خود توله دارند تحمل بیشتری از خود در برابر توله‌ها نشان می‌دهند تا دیگر ماده‌هایی که توله ندارند. تحمل نرها البته متفاوت است و بعضی از آن‌ها با صبوری اجازه می‌دهند تا توله‌ها با دم یا یالشان بازی کنند، اما بعضی دیگر ممکن است غرش کرده و توله‌ها را از خود دور کنند. وقتی که گله برای شکار می‌رود یک یا دو شیر بالغ می‌مانند و از توله‌ها نگهداری می‌کنند ولی زمانی که جانوری شکار می‌شود یک شیر ماده آنها را به مکان شکار می‌برد. توله‌ها پس از ۸ تا ۱۰ ماهگی می‌توانند هنگام شکار همراه مادر خود بروند ولی تجربه اصلی شکار را تا پیش از ۱۸ ماهگی به دست نمی‌آورند.
از شیر گرفتن توله‌ها از ماه ششم تا هفتم آغاز می‌شود. آن‌ها نزدیک به شش ماه از شیر مادر تغذیه می‌کنند ولی از سه‌ماهگی آغاز به خوردن گوشت می‌کنند. توله‌های نر در سن ۳ سالگی به بلوغ می‌رسند و در ۴ تا ۵ سالگی می‌توانند نرهای گله‌های دیگر را به چالش بکشند و جایشان را بگیرند. شیرها در سن ۱۰ تا ۱۵ سالگی شروع به پیر شدن می‌کنند، این در صورتی است که تا آن هنگام در طول نگهداری از گله یا درگیری برای تصاحب آن زخم جدی برنداشته باشند. چنین چیزی امید کوچکی را برای شیرهای نر برای آنکه بچه‌هایی از آن خودشان داشته باشند و شاهد به بلوغ رسیدن آن‌ها شوند به‌وجود می‌آورد. اگر آن‌ها بتوانند به محض رسیدن به فرماندهی گله دست به تولید مثل بزنند، احتمال بیشتری برای آنکه بچه‌هایشان به بلوغ برسند خواهند داشت. ماده‌شیرها همواره از کودکانشان در برابر شیری که به تازگی به قدرت رسیده و قصد جان توله‌ها را می‌کند، دفاع می‌کنند اما این تلاش‌ها اغلب بیهوده است و شیر نر غالب همه توله‌های زیر دو سال را می‌کشد. از آنجا که ماده لاغرتر و ضعیف‌تر است، اتحاد گروهی از آن‌ها در گله برای جلوگیری از کشته شدن فرزندانشان می‌تواند به موفقیت راهبرد دفاعیشان کمک کند.
برخلاف باور همگانی، این تنها نرها نیستند که از گله بیرون انداخته می‌شوند. با آنکه بیشتر ماده‌ها در گله باقی می‌مانند، نسل بعدی توله‌های ماده گاه ناچار می‌شوند تا گله را برای تشکیل گروهی از آن خود ترک کنند. زندگی برای این ماده‌ها سخت است و بدون کمک اعضای گروه آن‌ها کمتر می‌توانند کودکانشان را به بزرگسالی برسانند.
رفتارهای همجنسگرایانه در هر دو جنس نر و مادهٔ شیرها دیده شده است.

## بیماری‌ها
گونه‌های مختلفی از کنه گوش‌ها، گردن، و کشاله ران بیشتر شیرها را آلوده می‌کنند. از آنجا که شیرها از گوشت جانورانی چون آهو تغذیه می‌کنند، چندین گونه کرم کدو در روده‌های این جانوران شناسایی شده است. شیرهای انگورونگورو در سال ۱۹۶۲ مورد حمله تعداد زیادی پشه اصطبل قرار گرفتند؛ این رویداد باعث شد که بدن شیرها را لکه‌های خونی فرا بگیرد و لاغر و نحیف شوند. شیرها تلاش بی‌نتیجه‌ای برای گریز از نیش این پشه‌ها می‌کردند یا به بالای درختان می‌رفتند یا به سوراخ‌های زیرزمینی کفتارها می‌خزیدند. در نتیجه این اتفاق، بسیاری از آن‌ها کشته شدند یا از منطقه مهاجرت کردند به گونه‌ای که جمعیت شیرهای ساکن از ۷۰ عدد به ۱۵ رسید. شیوعی جدید از این پشه‌ها در سال ۲۰۰۱، تعداد ۶ عدد شیر قربانی گرفت. شیرها، به ویژه در اسارت، می‌توانند به بیماری‌هایی چون ویروس هاری سگ‌سانان (CDV), ویروس نقص ایمنی گربه‌سانان (FIV), و پریتونیتیس واگیردار گربه‌سانان (FIP) مبتلا شوند. CDV در میان سگ‌های اهلی و دیگر گوشت‌خوارسانان شایع است؛ در سال ۱۹۹۴، همه‌گیری این بیماری در پارک ملی سرنگتی باعث آن شد که بسیاری از شیرها علایمی عصبی همانند حمله‌های ناگهانی پیدا کنند. در هنگام این همه‌گیری، تعداد زیادی از شیرها به دلیل سینه‌پهلو و آنسفالیت تلف شدند. FIV همانند اچ‌آی‌وی است ولی کمتر دیده شده است که شیرها را به صورت مستقیم آلوده کند. با این حال مسوولان باغ‌وحش‌ها آزمایش‌های هر از چند گاه یکباری برای تشخیص زودهنگام شیرها در صورت ابتلا به آن انجام می‌دهند. شیرهای آسیایی و نامیبیایی کمتر به این ویروس آلوده می‌شوند.
بروز بیماری مشمشه در میان شیرها، به ویژه شیرهای نگهداری‌شده در باغ وحش‌ها، سابقه داشته است. در سال ۱۳۸۹ خورشیدی و در پی بروز مواردی از این بیماری در باغ وحش تهران، مسوولان این باغ‌وحش برای جلوگیری از همه‌گیری آن اقدام به کشتن ۱۴ شیر ساکن در آن با شلیک گلوله کردند.
بهبود زخم‌ها در شیرها بسیار سریعتر از گربه‌ایان دیگر انجام می‌شود. این سرعت عجیب بهبود زخم می‌تواند به زندگی اجتماعی شیرها مربوط باشد. شیر تنها گربه‌سانی است که زندگی قبیله‌ای دارد و شیر مجروح لازم نیست برای شکار تلاش کند و دیگر اعضای گروه این کار را برای او انجام خواهند داد.

## رفتار

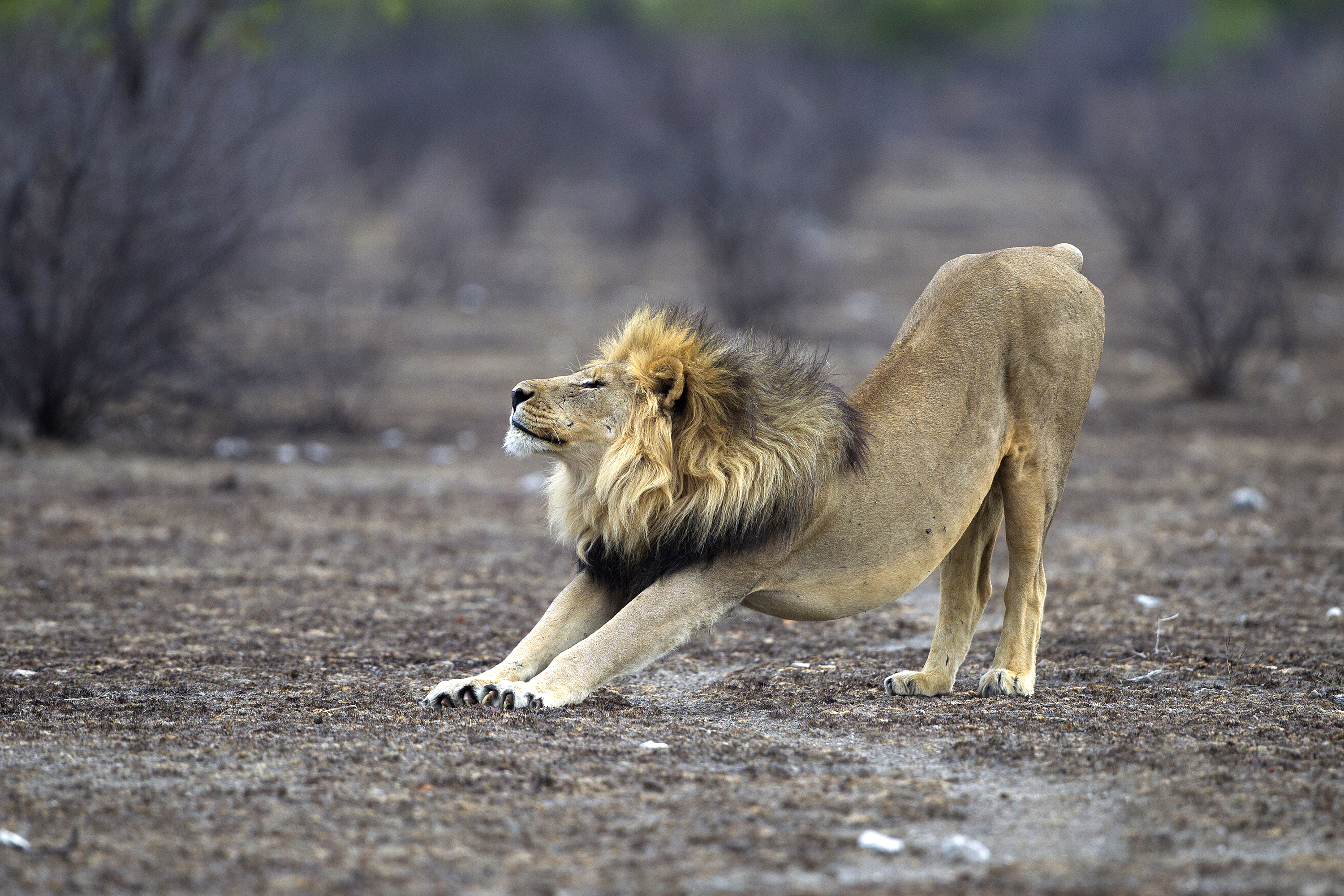
یک شیر نر در حال کشیدن عضلات خود در پارک ملی اتوشا

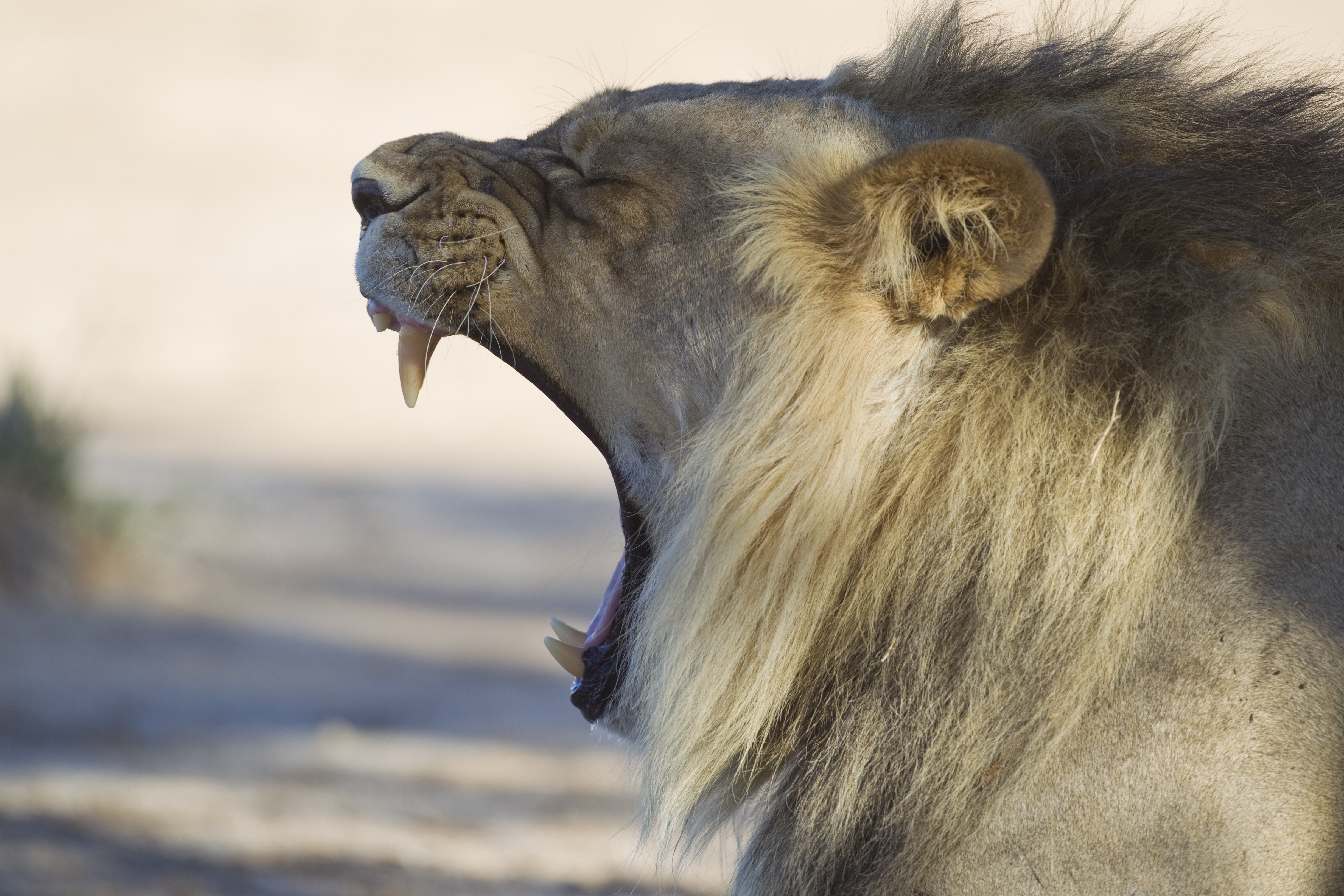
خمیازه

شیرها بیشتر وقت خود را به استراحت می‌گذرانند و نزدیک به ۲۰ ساعت در روز فعالیتی ندارند. با آنکه این جانوران می‌توانند در هر زمانی فعال باشند، فعالیت آن‌ها اغلب با پایین رفتن خورشید افزایش می‌یابد و به معاشرت درون‌گروهی، پاک‌کردن خود، و تخلیه شکم می‌پردازند. فعالیت‌های متناوب در طول شب و پیش از طلوع خورشید، در هنگامی که احتمال شکار بیشتر است، پیگیری می‌شوند. آن‌ها در طول روز به‌طور متوسط ۲ ساعت راه می‌روند و ۵۰ دقیقه غذا می‌خورند. میزان فعالیت شیرها نه تنها به بارانی یا خشک بودن فصل‌ها ارتباط مستقیم دارد، که وضعیت ماه و روشنایی نیز بر فعالیتشان تأثیر می‌گذارد؛ آن‌ها در هنگام‌هایی چون شب‌های با ماه کامل فعالیت زیادی ندارند چرا که نور ماه احتمال شکار موفق را از آن‌ها می‌گیرد و از این رو ترجیح می‌دهند به شکار نروند.

### ساختار اجتماعی

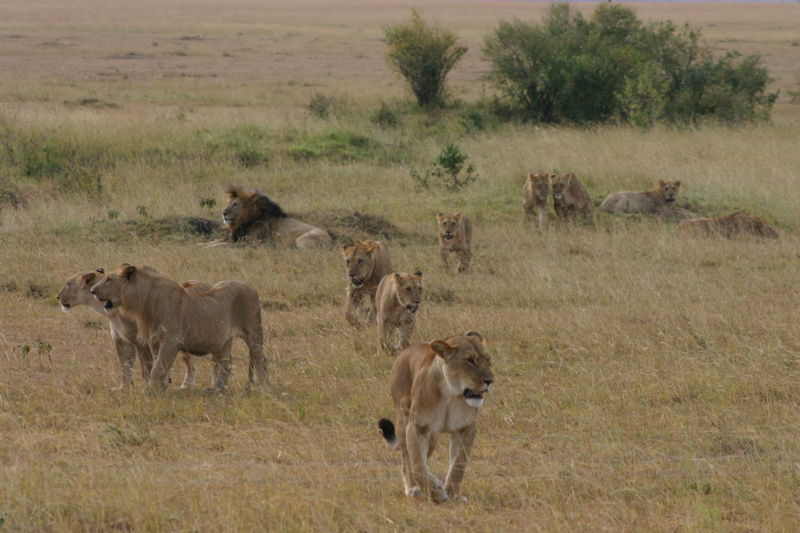
گله‌ای شیر در ماسایی مارا، کنیا

شیرها اجتماعی‌ترین گروه گربه‌ایان هستند؛ گروهی که بیشتر اعضایش ترجیح می‌دهند به صورت تکی زندگی کنند. این جانوران دو گروه اجتماعی عمده دارند: مقیم‌ها و مهاجران.
مقیم‌ها: مقیم‌ها در گروه‌هایی زندگی می‌کنند که گله نامیده می‌شوند. گله‌ها معمولاً از ۵ یا ۶ ماده، توله‌هایشان از هر دو جنس، و ۱ یا ۲ نر که با ماده‌های بالغ آمیزش می‌کنند، تشکیل می‌شوند. تعداد نرها گاه به ۴ عدد نیز می‌رسد ولی پس از مدتی کم می‌شود. توله‌های نر پس از رسیدن به بلوغ از گله مادری خود بیرون می‌شوند.
مهاجران: این گروه گستره بیشتری برای زندگی انتخاب می‌کنند و به صورت تکی یا دوتایی در حرکتند. جفت‌شدن گروهی از سوی نرهای بالغی که از گروه مادری خود بیرون انداخته شده‌اند معمول‌تر است. شیرها می‌توانند وضعیت زندگی خود را از مهاجر به مقیم و بالعکس تغییر دهند. گاه نرها در طول زندگی نمی‌توانند وارد هیچ گله‌ای شوند. ماده‌های مهاجر اما برای مقیم شدن مشکل سخت‌تری دارند و آن پذیرفته نشدنشان از سوی ماده‌های گله مقیم است که جلوی پیوستن آن‌ها به گله را می‌گیرد. منطقه‌ای که توسط یک گله اشغال می‌شود اغلب قلمرو خوانده می‌شود. قلمرو این جانوران می‌تواند در گسترده‌ترین حالت تا ۲۶۰ کیلومتر مربع را پوشش دهد.
اینکه چرا رفتار اجتماعی به بالاترین شکل خود در میان شیرهای ماده شکل گرفته محل بحث بسیار است. اگرچه بالا رفتن احتمال شکار دلیلی واضح به نظر می‌آید، در بررسی‌ها کمتر نشانه‌ای از قطعیت آن دیده شده چرا که با آنکه شکار دسته‌جمعی موفقیت بالاتری دارد، باعث می‌شود که آن اعضایی از گروه که شکار نمی‌کنند میزان انرژی دریافتی به ازای هر کس را کم کنند. با این حال بعضی از آن اعضا نقش بزرگ‌کننده توله‌ها را دارند و این خود باعث بقای گله می‌شود. اعضای گله اغلب نقش مشخصی در شکار بازی می‌کنند. آن‌هایی که به شکار می‌پردازند باید از تندرستی کامل برخوردار باشند تا بقای گروه تضمین شود، از این رو نخستین کسانی هستند که از گوشت شکار بهره می‌گیرند. از دیگر دلایل شکل‌گیری رفتار اجتماعی در شیرها می‌توان به انتخاب خویشاوندی (اینکه بهتر است غذا را با یک شیر هم‌خانواده بخش کرد تا شیری غریبه)، نگهداری بهتر از توله‌ها، محافظت از قلمرو، و تأمین فرد در هنگام زخمی شدن یا گرسنگی اشاره کرد.
ماده‌شیرها از آنجا که کوچکتر، چالاک‌تر، و سریعتر از شیرهای نر هستند، بیشترین شکار را در گله انجام می‌دهند. آن‌ها همچنین نیازی به حمل یال سنگینی که خود در هنگام شکار باعث ایجاد گرما و خستگی می‌شود، ندارند. شیرها در هنگام شکار به صورت گروهی برای از پای درآوردن طعمه اقدام می‌کنند. با این حال اگر پس از شکار شدن طعمه توسط ماده‌ها، نری در نزدیکی طعمه باشد، آن نر اغلب طعمه را به تسلط خود درمی‌آورد. نرها رضایت بیشتری برای تقسیم غذای خود با توله‌ها دارند تا ماده‌ها ولی به ندرت طعمه‌ای را که خود شکار کرده‌اند با کسی قسمت می‌کنند. طعمه‌های کوچکتر در محل شکار خورده و از این رو در میان شکارچیان تقسیم می‌شوند؛ طعمه‌های بزرگتر اما توسط شیر به مکان‌های خلوت‌تر کشیده می‌شوند. این طعمه‌ها اغلب بیشتر تقسیم می‌شوند؛ اگرچه اعضای گله به‌طور معمول برای به دست آوردن سهم بیشتر از غذا رفتار پرخاشگرانه نسبت به هم می‌گیرند.
هر دو جنس نر و ماده از گله در برابر حمله به آن پاسداری می‌کنند. بعضی شیرها به‌طور ویژه رهبری دفاع از گله را بر دوش می‌گیرند در حالی که دیگر شیرها در دفاع شرکت نمی‌کنند. در یک گله، هر شیر نقشی را بازی می‌کند و آن‌هایی که در دفاع نقشی ندارند ارایه خدمات دیگری به گروه را عهده‌دار می‌شوند. نگره دیگر این است که چیزی همانند جایزه برای آن شیرهایی وجود دارد که نقش دفاعی دارند و این از عوامل تعیین رتبه ماده‌ها در گروه است. در روزهای گرم این احتمال هست که گله به زیر سایه‌ای گرد آید و یک یا دو نر به پاسبانی بپردازند. نر یا نرهای گله باید از موقعیت خود در گروه در برابر نرهایی بیرون از آن که تلاش می‌کنند با ماده‌های گله ارتباط برقرار کنند، دفاع کنند. ماده‌ها نیز گروه خانوادگی قوی‌ای تشکیل می‌دهند و اجازه ورود ماده‌هایی بیرون از گله به درون گروه را نمی‌دهند. عضویت در گروه تنها با تولد یا مرگ ماده‌شیرها تغییر می‌کند، اگرچه بعضی ماده‌ها گله را ترک و مهاجرت می‌کنند. در سوی دیگر اما نرهایی که به سن ۲ تا ۳ سالگی می‌رسند باید گله را ترک کنند. این مسئله برای نرهایی که به سن پیری نیز رسیده‌اند درست است و آن‌ها اغلب ناچار می‌شوند هنگام پیری را به تنهایی سپری کنند؛ چنین چیزی احتمال بیشتر زنده ماندنشان را به شدت کم می‌کند.
شیرهای نر در ۶ سالگی توانایی بدنی برای به چالش کشیدن شیرهای فرمانده در یک گله را خواهند داشت. اگر آن‌ها بتوانند در این سن یکی از شیرهای فرمانده در یک گله شوند، فرصتی تقریباً ۳ ساله برایشان باقی می‌ماند تا بتوانند هنوز در فرماندهی گله بمانند پیش از آنکه شیرهای نر جوان‌تری آن‌ها را کنار زنند. به دلیل این فرصت کم، آن‌ها باید اطمینان حاصل کنند که به محض به قدرت رسیدن بیشترین ماده‌های ممکن را بارور خواهند ساخت. از آنجا که ماده‌ها تا هنگامی که توله‌هایشان بزرگ نشده‌اند علاقه‌ای به باروری نشان نمی‌دهند، هنگامی یک شیر نر یا گروهی از شیرهای نر جوان با کنار زدن شیرهای فرمانده پیشین به فرماندهی می‌رسند، توله‌های زیر دو سال مادران درون گله را می‌کشند تا بتوانند با وادار کردن ماده‌ها به بازگشت به دوره فحلی، در نخستین دوره بعدی ماده‌شیرها با آن‌ها بیامیزند.
با آنکه شیرهای جوان‌تر همواره در تلاش هستند تا به فرماندهی یک گله برسند و شانس بچه‌دارشدن پیدا کنند، شیرها برخلاف گرگ‌ها و خدنگ‌ها در ساختار اجتماعی خود سلسله مراتب ندارند. هیچ شیری بالاتر از دیگری نیست و نرهای بالغ گله رابطه خوبی با هم دارند چرا که اغلب همگی برادر، پسرعمو، یا همبازی کودکی هستند.

### برقراری ارتباط

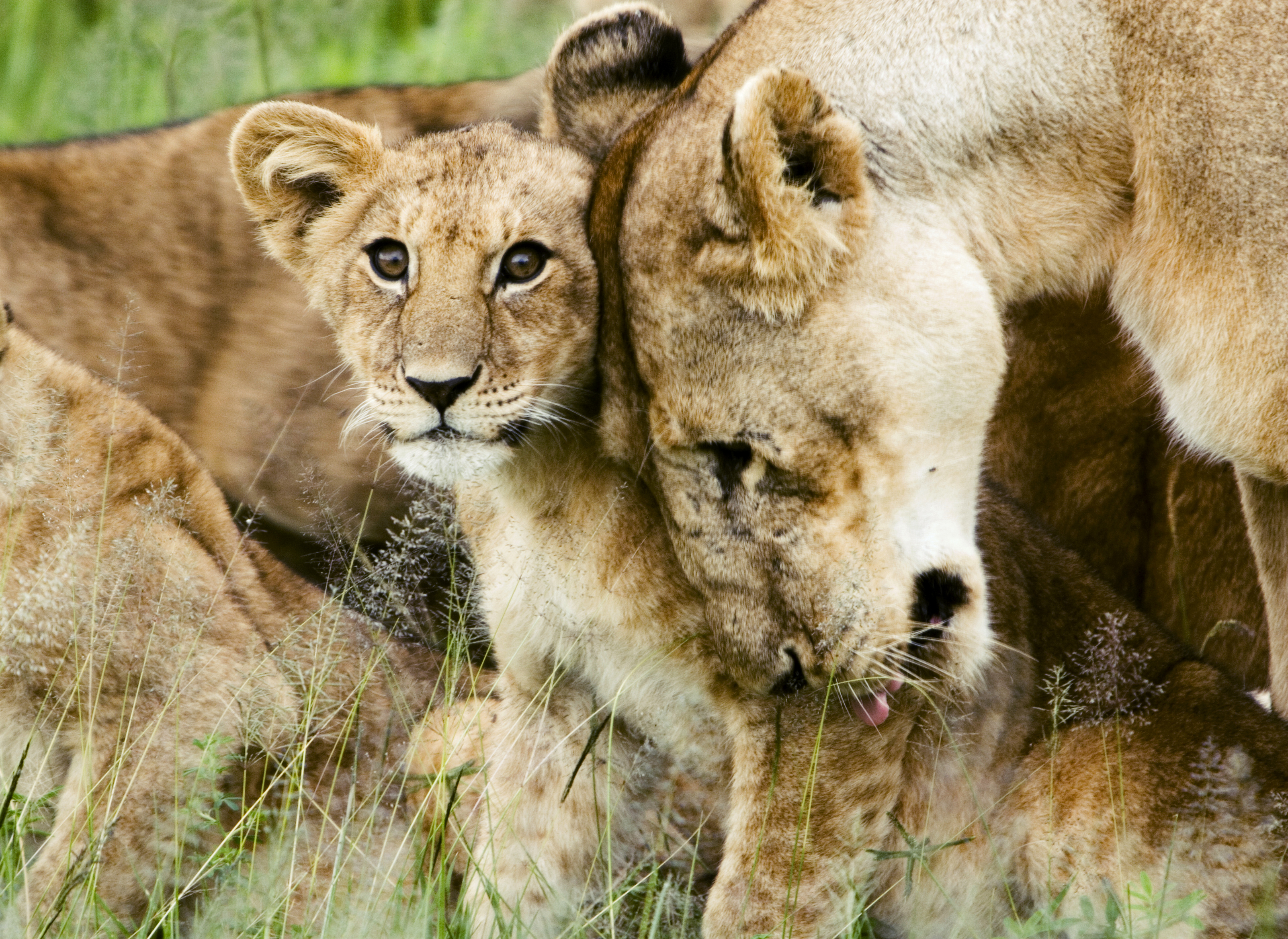
نوازش با سر و لیس زدن یکدیگر از روابط اجتماعی معمول در میان اعضای یک گله است.

شیرها در هنگام استراحت رفتارهای اجتماعی و ارتباطی گوناگونی دارند و حرکات بیانی در آن‌ها بسیار پیشرفته است. معمولی‌ترین حرکت ارتباطی در میان آن‌ها مالیدن سرها به هم و لیس زدن یکدیگر است. مالیدن سر شامل نوازش صورت و گردن شیر دیگر می‌شود و نوعی احترام‌گذاری و خوشامدگویی است چرا که اغلب هنگامی که یکی از اعضای گله پس از مدت‌ها به گروه بر می‌گردد و نیز پس از بازگشت یک شیر از نبرد، انجام می‌شود. نرها بیشتر نرهای دیگر را نوازش می‌کنند در حالی که ماده‌ها و توله‌ها به نوازش ماده‌ها می‌پردازند. لیس زدن نیز اغلب در پی نزدیک کردن سر به طرف مقابل روی می‌دهد و بیشتر دوسویه است و طرف دوم لذت خود از این حرکت را ابراز می‌دارد. سر و گردن معمول‌ترین جاهایی هستند که لیس زده می‌شوند. به صورت معمولی یک شیر نمی‌تواند خود این بخش‌ها در بدنش را لیس بزند و تمیز کند.
شیرها دارای حالات چهره و ژست‌های بدنی هستند که در ارتباط برقرار کردن آن‌ها نقش دارند. صداهای تولید شده توسط آنان نیز دارای طیف گسترده‌ای است که به نظر می‌رسد تفاوت‌ها در شدت و زیر و بمی آن‌ها نقش بنیادین در برقراری ارتباط توسط آنان داشته باشند. صدای شیرها شامل دندان قروچه، خر خر، فش‌فش، سرفه، میومیو، و غرش کردن است. یکی از ویژگی‌های شیرها عادتشان به غرش کردن پی در پی است. این غرش‌ها با تعداد کمی صدای عمیق و بلندمدت آغاز می‌شوند که در پایان به صداهای کوتاه‌مدت‌تر می‌رسند. شیرها اغلب در شب غرش می‌کنند و صدایشان از ۸ کیلومتری تشخیص‌پذیر است. در حالی که این فاصله برای فریاد انسان ۱۸۰ متر است. این جانوران به دلیل داشتن تارهای صوتی قدرتمند بلندترین غرش در میان همه گربه‌سانان را دارند.
از دیگر روش‌های ارتباطی شیرها با هم می‌توان به نشانه‌گذاری قلمرو یک شیر توسط ادرار کردنش بر تنه درختان، مدفوع کردن، یا مالیدن سر به بیشه‌ها برای تولید بوی ویژه اشاره کرد.

## شکار و تغذیه

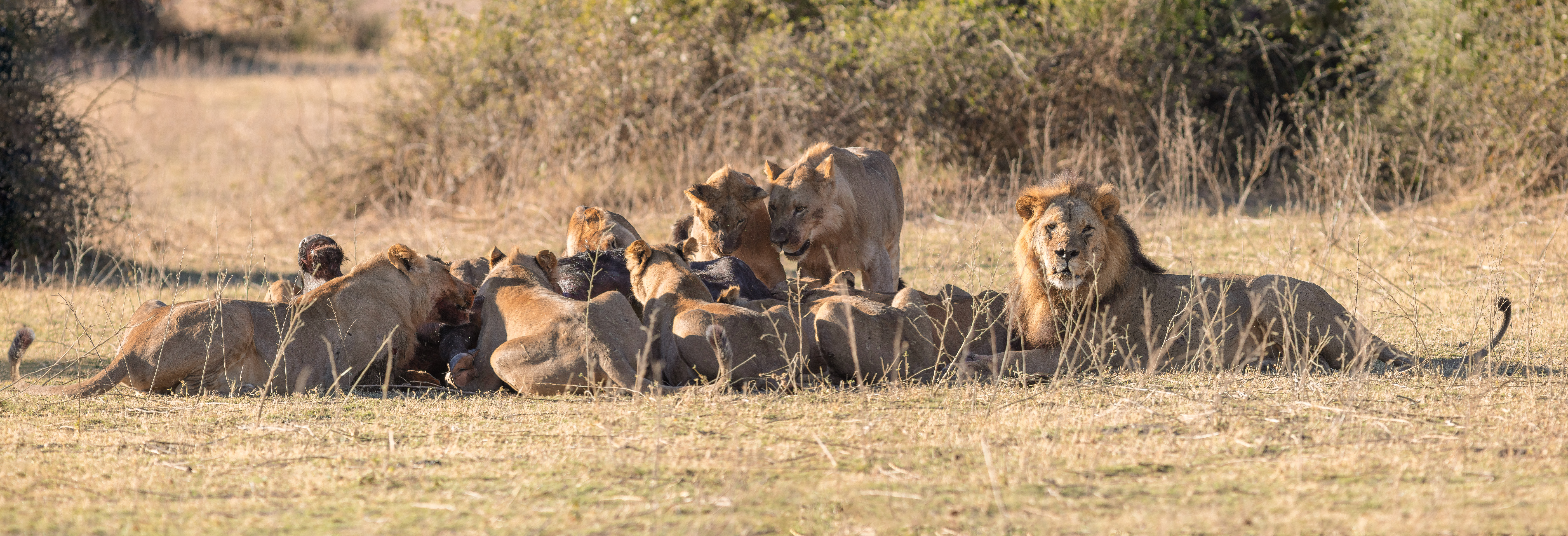
سراسرنمایی از گلهٔ شیرها، حین دریدن یک گاومیش آفریقایی که در پارک ملی چوبه در بوتسوانا شکار کرده‌اند.

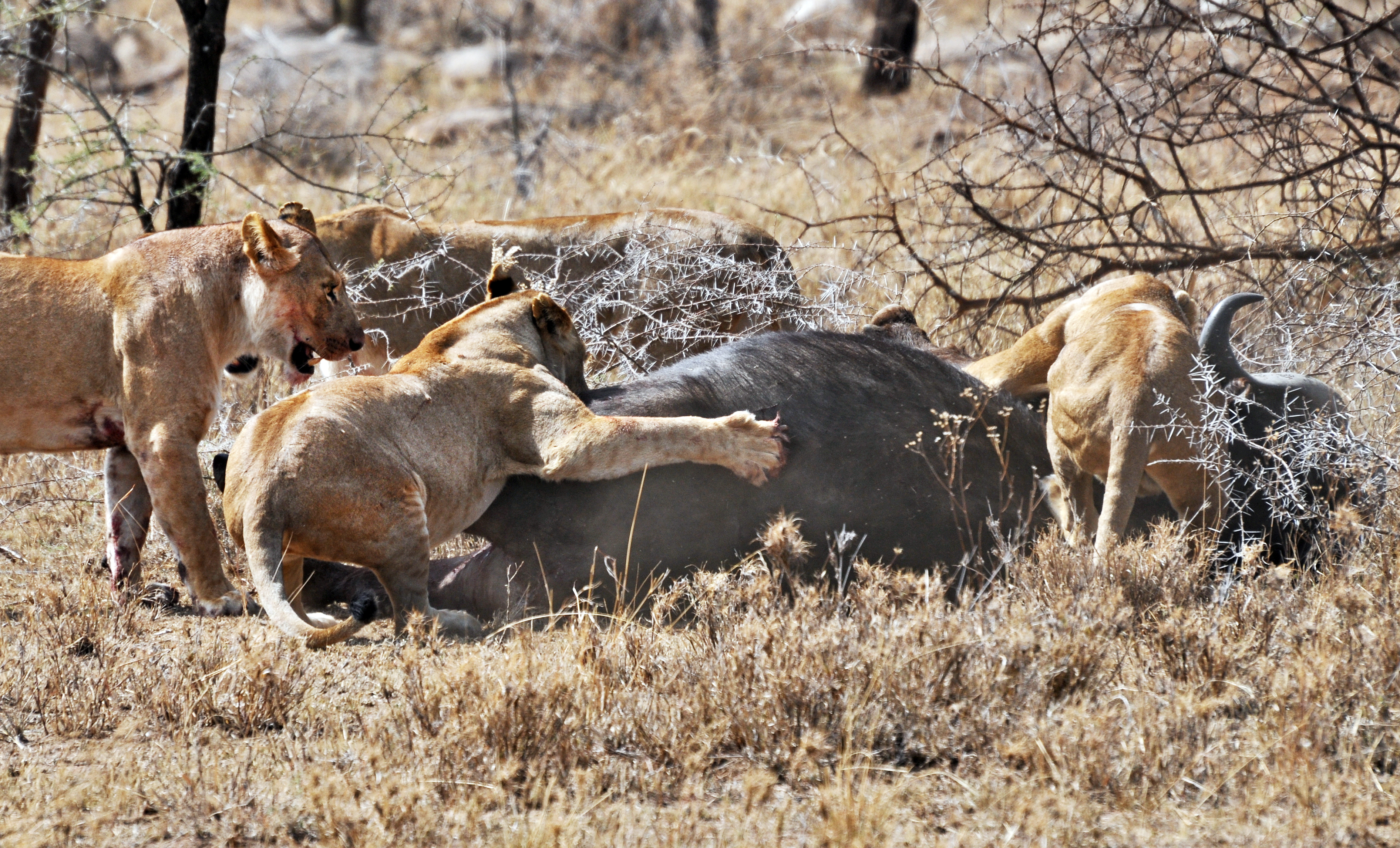
شکار در یک گله بر عهده شیرهای ماده است. در عکس: چند شیر ماده یک بوفالوی آفریقایی را از پا درآورده‌اند.

شیرها جانوران نیرومندی هستند که بیشتر در گروه‌های هماهنگ به شکار می‌پردازند. قلب شیرها درصد وزنیِ به نسبت متوسطی از کل بدن را تشکیل می‌دهد که برای ماده‌ها این میزان ۰٬۵۷ درصد است و برای نرها ۰٬۴۵ درصد وزن بدن؛ این در حالی است که قلب یک کفتار ۱ درصد وزن بدنش را تشکیل می‌دهد، از این رو شیرها تنها می‌توانند در دوره‌های زمانی کوتاهی به سرعت بدوند. چنین چیزی باعث لزوم نزدیک بودن به طعمه پیش از شکار آن می‌شود و به همین دلیل شیرها روش‌های ویژهٔ خود را برای استتار و پنهان شدن دارند تا از دید طعمه دور باشند. آن‌ها پنهانی شکار را تعقیب می‌کنند تا آنکه به فاصله تقریبی ۳۰ متری آن یا کمتر برسند. عمل شکار بیشتر توسط ماده‌ها انجام می‌شود و شیرهای نر در کنار فرزندانشان می‌مانند و منتظر می‌شوند که ماده‌ها از شکار بازگردند و اغلب همه اعضای گله از لاشه تغذیه می‌کنند. چندین ماده‌شیر با هم از چند نقطه گله طعمه‌ها را محاصره می‌کنند و به نزدیک‌ترین طعمه هجوم می‌آورند. حمله کوتاه‌مدت و قوی است و آن‌ها اغلب با یکبار حمله طعمه را می‌گیرند. طعمه بیشتر توسط خفه کردن کشته می‌شود. گاهی پیش از گرفتن گلو، نیاز است تا با حمله به ران جانورانی چون گاو وحشی، نخست آن‌ها را زمین‌گیر کرد. روش دیگر کشتن آن است که شیر ماده دهان و سوراخ‌های تنفسی قربانی را گاز می‌گیرد و میان آرواره‌های خود نگه می‌دارد تا خفه شود. طعمه‌های کوچکتر اما به سادگی و با یک ضربه پنجه شیر کشته می‌شوند.

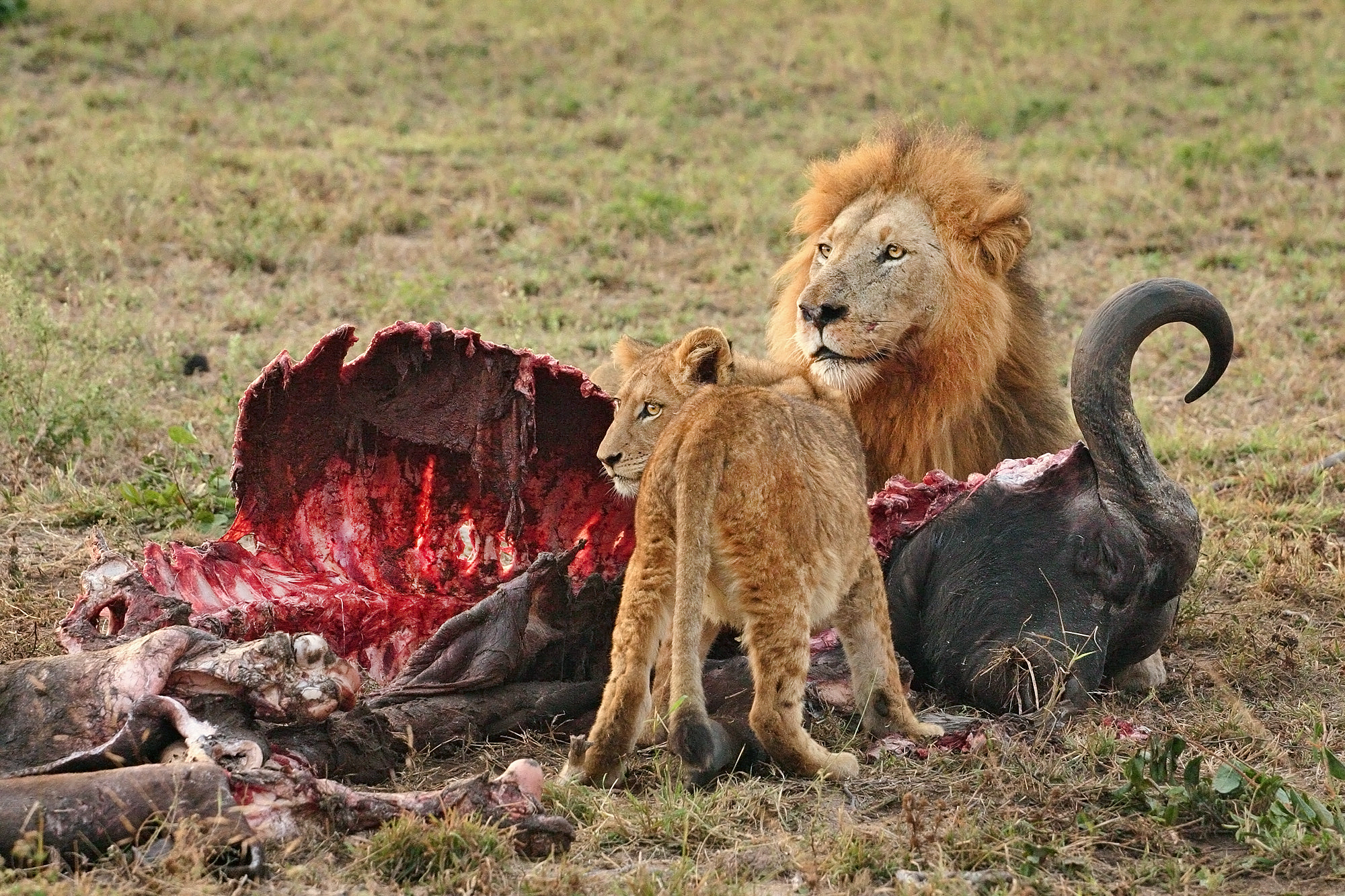
شیر نر و توله بر سر لاشه بوفالوی آفریقایی

خوراک شیرها را بیشتر پستانداران بزرگ تشکیل می‌دهند. شیرهای ساکن آفریقا شکار جانورانی چون گاو وحشی، ایمپالا، زبرا، گراز زگیل‌دار، و گاومیش آفریقایی را ترجیح می‌دهند در حالی که شیرهای جنگل گیر به سراغ گراز و چندین نوع مختلف از گوزن‌ها می‌روند. جانوران گوناگون دیگری نیز بسته به در دسترس بودنشان شکار می‌شوند که اغلب شامل سم‌دارانی با وزن میان ۵۰ تا ۳۰۰ کیلوگرم می‌شوند. گاهی آن‌ها جانوران کوچکی چون آهو را نیز شکار می‌کنند. هنگامی که شیرها به شکار دسته‌جمعی می‌پردازند، می‌توانند بیشتر جانوران، حتی آن‌هایی که بالغ و تندرست هستند، را به دام بیندازند. اما آن‌ها کمتر به سراغ جانوران بزرگی چون زرافه می‌روند چرا که در این صورت احتمال زخمی شدنشان از سوی طعمه وجود دارد.

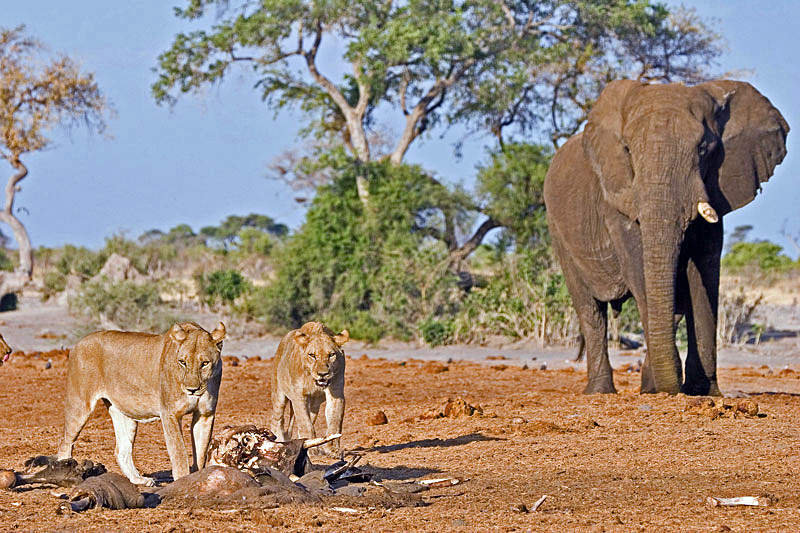
دو ماده‌شیر در کنار لاشه خورده‌شده یک فیل جوان؛ شیرها کمتر به سراغ جانوران بزرگ‌جثه‌ای چون فیل‌ها می‌روند.

آمار بسیاری نشان از آن دارند که شیرها به گونه معمول از جانورانی در محدوده وزنی ۱۹۰–۵۵ کیلوگرم تغذیه می‌کنند. در آفریقا مهم‌ترین منبع غذایی گاو وحشی است و پس از آن گورخر قرار دارد. بیشتر اسب‌های آبی، کرگدن‌ها، و فیل‌ها به خاطر جثه بزرگشان شکار نمی‌شوند. بعضی غزال‌ها و آهوهای چابک نیز به دلیل سرعت زیادشان طعمه مناسبی برای شیرها نیستند و بیشتر توسط یوزها شکار می‌شوند. با این حال زرافه‌ها و گاومیش‌های آفریقایی در مناطق مشخصی به‌کرات شکار می‌شوند چرا که برخی گله‌ها مهارت شکار کردنشان را به دست آورده‌اند. گاهی بچه‌های اسب‌های آبی نیز شکار می‌شوند ولی شیرها کمتر به سراغ کرگدن می‌روند. با آنکه گرازهای زگیل‌دار وزنی کمتر از ۱۹۰ کیلوگرم دارند بسته به در دسترس بودنشان شکار می‌شوند. غذای اصلی شیرهای آسیایی جنگل گیر گوزن خالدار است ولی از لحاظ تاریخی، احشام و گاوهای مردم محلی بخشی از غذای این شیرها را تشکیل می‌داده‌اند.
شیرهایی که در نزدیکی محل سکونت انسان‌ها هستند گاه به دام‌ها نیز حمله می‌کنند. در هند چارپایان جنگل‌نشینان بخشی از خوراک شیرها را تشکیل می‌دهند. شیرها همچنین توانایی کشتن دیگر گوشتخوارانی چون پلنگ، یوز، کفتار، و سگ وحشی را دارند، اما برخلاف دیگر گربه‌سانان پس از کشتن رقیب به خوردن آن مشغول می‌شوند. آن‌ها لاشه‌های پیشتر مرده یا شکار شده توسط دیگر جانوران را نیز می‌خورند و همواره با زیر نظر گرفتن کرکس‌هایی که در آسمان حلقه زده‌اند، موقعیت لاشه یا جانور رو به مرگ را پیدا می‌کنند. یک شیر می‌تواند در یک وعده غذا خوردن تا میزان ۳۰ کیلوگرم گوشت از خود پذیرایی کند. اگر هم توانایی خوردن کامل طعمه در یک مرتبه را نداشته باشد برای چند ساعت استراحت می‌کند و سپس دوباره به سراغ باقیمانده می‌رود. یک ماده‌شیر نیاز به ۵ کیلوگرم گوشت در روز دارد و این میزان برای نرها نزدیک به ۷ کیلوگرم است. شیرهای جوان چگونگی آرام خزیدن برای نزدیک شدن به طعمه را در سه ماهگی می‌آموزند ولی تا یک سالگی در شکار نقشی ندارند. آن‌ها در نزدیکی دو سالگی فعالیت شکاری اصلی خود را آغاز می‌کنند.

### رقابت با دشمنان طبیعی

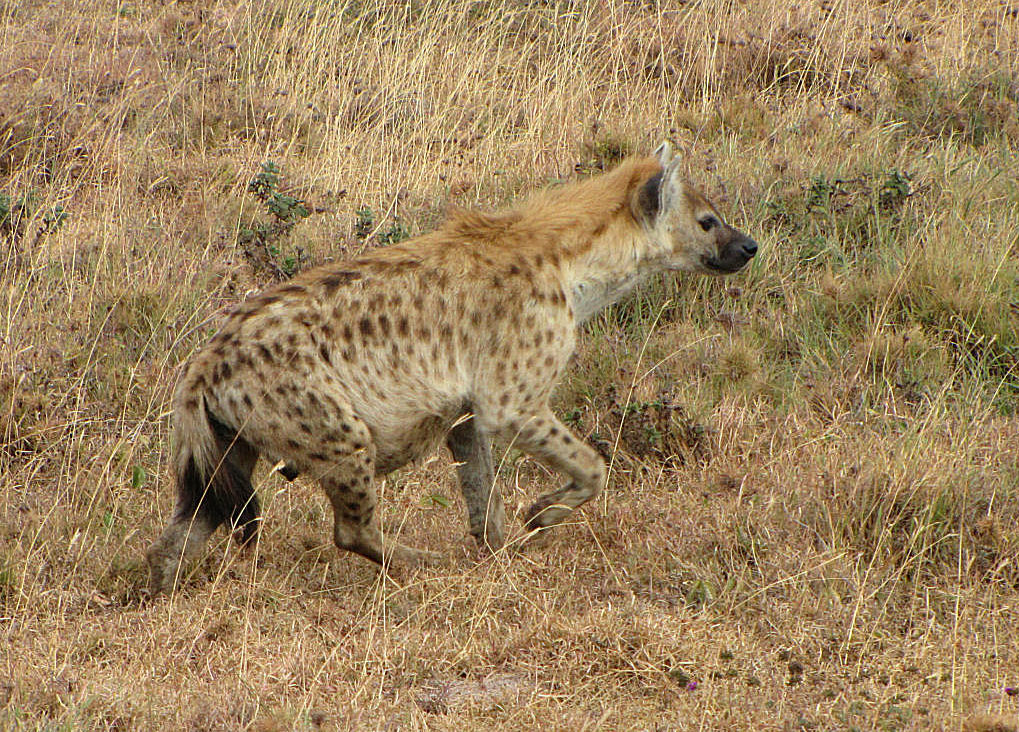
یک کفتار خالدار در منطقه حفاظت‌شده انگورونگورو. کفتارها و شیرها در جدال همیشگی با هم برای غذا و سلطه هستند.

شیرها از قلمرو خود در برابر بیگانگانی مانند شیرهای نر غریبه و همچنین دشمن همیشگی خود یعنی کفتارها دفاع می‌کنند. آن‌ها به‌طور غریزی دشمنی پایان ناپذیری با کفتارها بر سر تصاحب قلمرو دارند. به‌طوری که حتی به‌صورت گلّه‌ای به نبرد با یکدیگر می‌پردازند که باعث تلفات زیاد از هر دو گروه به ویژه کفتارها می‌شود. یکی از خونبارترین این نبردها که در صحرای اتیوپی در جنوب آدیس آبابا رخ داد و دو هفته به درازا کشید، منجر به کشته شدن ۳۵ کفتار و ۶ شیر شد، و با برتری شیرها همراه بود. دشمنی شیرها با کفتارهای خال‌دار به خاطر رقابت بر سر غذا نیز هست. یک بررسی جامع نشان می‌دهد که رژیم‌های غذایی شیر و کفتار ۵۸٫۶ درصد با یکدیگر هم‌پوشانی دارند. شیرها نزدیک به ۷۰ درصد شکارهایی را که کفتارها انجام داده‌اند از آن‌ها می‌ربایند. شیرها اغلب به دنبال کفتارهای خالدار نمی‌روند مگر آنکه در حال شکار باشند یا آنکه از سوی آن‌ها تهدید شوند. این در حالی است که کفتارهای خالدار به حضور شیرها بسیار حساس هستند؛ چه در شکار باشند و چه نباشند. شیرها شکار کفتارها را می‌ربایند و نسبت به صدای آن‌ها در هنگام شکار حساسیت دارند و به هنگام شنیدنش، به سوی مکان کفتارها می‌روند. در آزمایش‌های انجام شده توسط دکتر دام‌پزشک هانس کروک، پخش صدای ضبط شده کفتارها به هنگام غذا خوردن باعث جلب توجه شیرها و آمدن به سوی منبع صدا می‌شد. هنگامی که کفتارهای خالدار با شیرهای مواجه می‌شوند، اغلب در فاصله‌ای میان ۳۰ تا ۱۰۰ متری از آن‌ها قرار می‌گیرند و منتظر می‌شوند که شیرها کارشان را به پایان برسانند. آن‌ها اما گاه با تشکیل دسته‌های پرتعداد، از قلمرو خود در برابر شیرهایی که به آن وارد می‌شوند دفاع می‌کنند. بررسی‌ها نشان می‌دهند که کفتارهایی که پیشتر تجربه رویارویی با شیرها را نداشته‌اند نسبت به دیدن یک شیر برای نخستین بار واکنش خاصی نشان نمی‌دهند، ولی به محض استشمام بویش وحشت‌زده می‌شوند.
به نظر می‌رسد که شیرها علاقه دارند تا برتری خود بر دیگر گربه‌ایان چون یوزپلنگ و پلنگ را با روش‌هایی چون ربودن شکارشان و کشتن فرزندان و خودشان (در صورتی که به دستشان افتند)، حفظ کنند. احتمال آنکه یک یوز شکار خود را به شیرها یا دیگر مهاجمان از دست بدهد، ۵۰ درصد است. شیرها از مهم‌ترین قاتلان توله‌های یوزها هستند و یوزها به دلیل حمله مهاجمان نزدیک ۹۰ درصد توله‌های خود را در هفته‌های آغازین تولد از دست می‌دهند. برخلاف پلنگ‌ها که توانایی بالا رفتن از درخت و بردن توله‌ها و شکارشان به بالای آن را دارند، یوزها و توله‌هایشان اغلب توسط شیرها بر روی زمین تعقیب و کشته می‌شوند و شکارشان گرفته می‌شود. به همین شکل، شیرها به سگ‌های وحشی آفریقایی نیز حمله می‌کنند و با کشتن فرزندانشان، از گوشت آن‌ها تغذیه می‌کنند. به همین دلیل، تعداد سگ‌های وحشی موجود در مناطقی که شیرها در آن حضور دارند کم است. با این حال گزارش‌هایی نیز از حمله گروهی سگ‌های وحشی به شیرها و کشتن و تغذیه از گوشتشان وجود دارند.
تمساح نیل به همراه انسان، تنها جانورانی هستند که می‌توانند تهدیدی برای شیرها به‌شمار روند. بسته به اندازه تمساح و شیر، یکی می‌تواند بر دیگری پیروز شود و آن را به قتل برساند. شیرها می‌توانند تمساح‌هایی را که به درون خشکی می‌آیند از پا درآورند، و عکس آن نیز هنگامی رخ می‌دهد که شیری پا به درون آب می‌گذارد. تاکنون باقیمانده بدن و پنجه شیرها در شکم تمساح‌ها پیدا شده است.
البته شیرها با یکدیگر نیز در رقابت هستند و بیشتر شیرهای بالغ یا توسط انسان‌ها کشته می‌شوند یا شیرهای دیگر. آن‌ها اغلب ضربات سختی به هم وارد می‌کنند که باعث زخم‌های جدی می‌شوند و این بیشتر هنگامی است که اعضای دو گله مختلف با هم روبرو می‌شوند یا اعضای یک گله با هم بر سر شکار درگیر می‌شوند. شیرهای زخمی، از کار افتاده، یا توله‌شیرها ممکن است قربانی کفتارها و پلنگ‌ها شوند یا آنکه در زیر پای گاومیش‌ها و فیل‌ها له شوند.

## پراکندگی و جمعیت

### گستره و پراکندگی
در آفریقا، شیرها اغلب در علفزارهای ساوانا با درخت‌های پراکنده اقاقیا که منبع خوبی برای گریختن به زیر سایه هستند، یافت می‌شوند. اما زیستگاه آن‌ها در هند مخلوطی از جنگل‌های خشک ساوانایی و جنگل‌های بوته‌ای بسیار خشک‌است.
گستره شیرها در اصل مناطق جنوبی اوراسیا، از یونان تا هند، و بیشتر آفریقا به جز مناطق جنگلی باران‌خیز در مرکز و صحرای بزرگ بوده است. هرودوت می‌نویسد که در حوالی ۴۸۰ پیش از میلاد مسیح، شیرها در یونان معمول بودند و حتی به کاروان شترهای خشایارشای هخامنشی در هنگامی که در یونان به سر می‌برد، حمله کردند. در سال ۳۰۰ پ.م. ارسطو آن‌ها را در یونان کمیاب توصیف کرد تا آنکه در سال ۱۰۰ پ.م. دیگر اثری از آن‌ها در یونان نبود. گروهی از شیرهای آسیایی تا سده دهم میلادی در قفقاز و آذربایجان، واپسین پناهگاهشان در اروپا، به زندگی ادامه دادند.
شیرهای ساکن فلسطین در سده‌های میانی به کلی نابود شدند و در بیشتر دیگر بخش‌های آسیا نیز با ورود سلاح‌های گرم در سده هجدهم میلادی از میان رفتند. در اواخر سده نوزدهم و آغاز سده بیستم میلادی آن‌ها در شمال آفریقا و جنوب غربی آسیا منقرض شده بودند. در پایان سده نوزدهم شیرها در ترکیه و بیشتر مناطق شمالی هند ناپدید شده بودند و واپسین مشاهده یک شیر ایرانی در ایران نیز مربوط به سال ۱۹۴۲ در دزفول و میان شیراز و جهرم می‌شود؛ این زیرگونه امروزه تنها در جنگل گیر در شمال‌غربی هند یافت می‌شود. در حدود ۴۰۰ شیر در محوطه‌ای حفاظت شده به مساحت تقریبی ۱٬۴۱۲ کیلومتر مربع در ایالت گجرات زندگی می‌کنند و تعدادشان به آرامی رو به افزایش است.

### جمعیت کنونی و حفاظت
امروزه بیشتر شیرها در شرق و جنوب آفریقا زندگی می‌کنند و تعدادشان با سرعت زیادی در حال کم شدن است؛ بررسی‌های جمعیتی کاهش تقریبی ۳۰ تا ۵۰ درصدی در طی دو دهه گذشته را نشان می‌دهند. برآوردهای جمعیتی شیرهای آفریقایی میان سال‌های ۲۰۰۴–۲۰۰۲، تعداد آن‌ها را میان ۱۶٬۵۰۰ تا ۳۰٬۰۰۰ تخمین می‌زنند. تخمین‌های اولیه در دهه ۱۹۹۰ تعداد آن‌ها را تا بیش از ۱۰۰٬۰۰۰ و حتی ۴۰۰٬۰۰۰ عدد پیش‌بینی می‌کردند. علت اصلی کاهش جمعیت این‌گونه بیماری و دخالت انسانی بوده است و از دست دادن زیستگاه و کشته شدن توسط انسان‌ها مهم‌ترین عوامل تهدید کننده این جانور هستند. جمعیت‌های باقی‌مانده نیز در گروه‌ها و مناطق جدای از هم زندگی می‌کنند که این امر باعث درون‌زایی می‌شود و به طبع آن، کم شدن تنوع ژنتیکی. برای نمونه درون‌زایی در شیرهای جنگل گیر باعث پایین آمدن تنوع ژنتیکی، بالا رفتن سطوح تستوسترون، و کم شدن کیفیت اسپرم و لقاح در این جانوران شده است. از این رو، اتحادیه بین‌المللی حفاظت از محیط زیست شیرهای آفریقایی را در رده گونه‌های آسیب‌پذیر گذاشته و شیرهای آسیایی را در رده در معرض خطر. از جمله موارد ضروری برای پاسداری از تنوع ژنتیکی در میان شیرها، پخش کردن شیرهای نر در میان جمعیت‌های محلی گوناگون است.
دربارهٔ تعداد شیرهای موجود در بزرگ‌ترین جمعیت آن‌ها در غرب آفریقا میان دانشمندان اختلاف است؛ تخمین‌های موجود میان ۱۰۰ تا ۴۰۰ قلاده شیر در بوم‌سازگان ارلی سینگو در بورکینا فاسو را نشان می‌دهند. از جمعیتی از شیرهای مقیم شمال غربی آفریقا در پارک ملی وازا، کامرون، تنها ۲۱–۱۴ عدد باقی مانده است.
مراقبت از هر دو شیر آفریقایی و آسیایی نیازمند پاسداری از مناطق محافظت شده و پارک‌های ملی است؛ از بهترین این مناطق می‌توان به پارک ملی اتوشا در نامیبیا، پارک ملی سرنگتی در تانزانیا، و پارک ملی کروگر در شرق آفریقای جنوبی اشاره کرد. در بیرون این مناطق برخورد میان شیرها و انسان‌ها اغلب به کشته شدن شیرها منجر می‌شود. در هند، که در آن واپسین پناهگاه شیرهای آسیایی در جنگل گیر قرار دارد، مشکلات متعددی در زمینه برخورد شیرها با انسان و کشته شدن دام با مردم محلی و مسوولان محیط زیست وجود دارند. طرح‌هایی برای ایجاد زیستگاه دومی در ایالت مادایا پرادش برای واپسین شیرهای آسیایی باقی‌مانده به منظور کمک به باقی‌ماندن و رشد تنوع ژنتیکی در میان این‌گونه انجام شده‌اند ولی موفقیت‌آمیز نبوده‌اند.
از پیشنهادهای مطرح‌شده به منظور حفاظت از شیرها در مناطق حفاظت‌شده، کشیدن سیم خاردار به دور این زمین‌ها است. در یک بررسی در سال ۲۰۰۴، هزینه سیم خاردار کشیدن به دور پارک ملی مکگادیکگادی، ۳ میلیون دلار تخمین زده شد و این در حالی است که خسارت وارده به کشاورزان به دلیل هدف قرار گرفتن احشامشان توسط شیرها به ۵۰ میلیون دلار می‌رسید.

## رابطه با انسان

### حمله

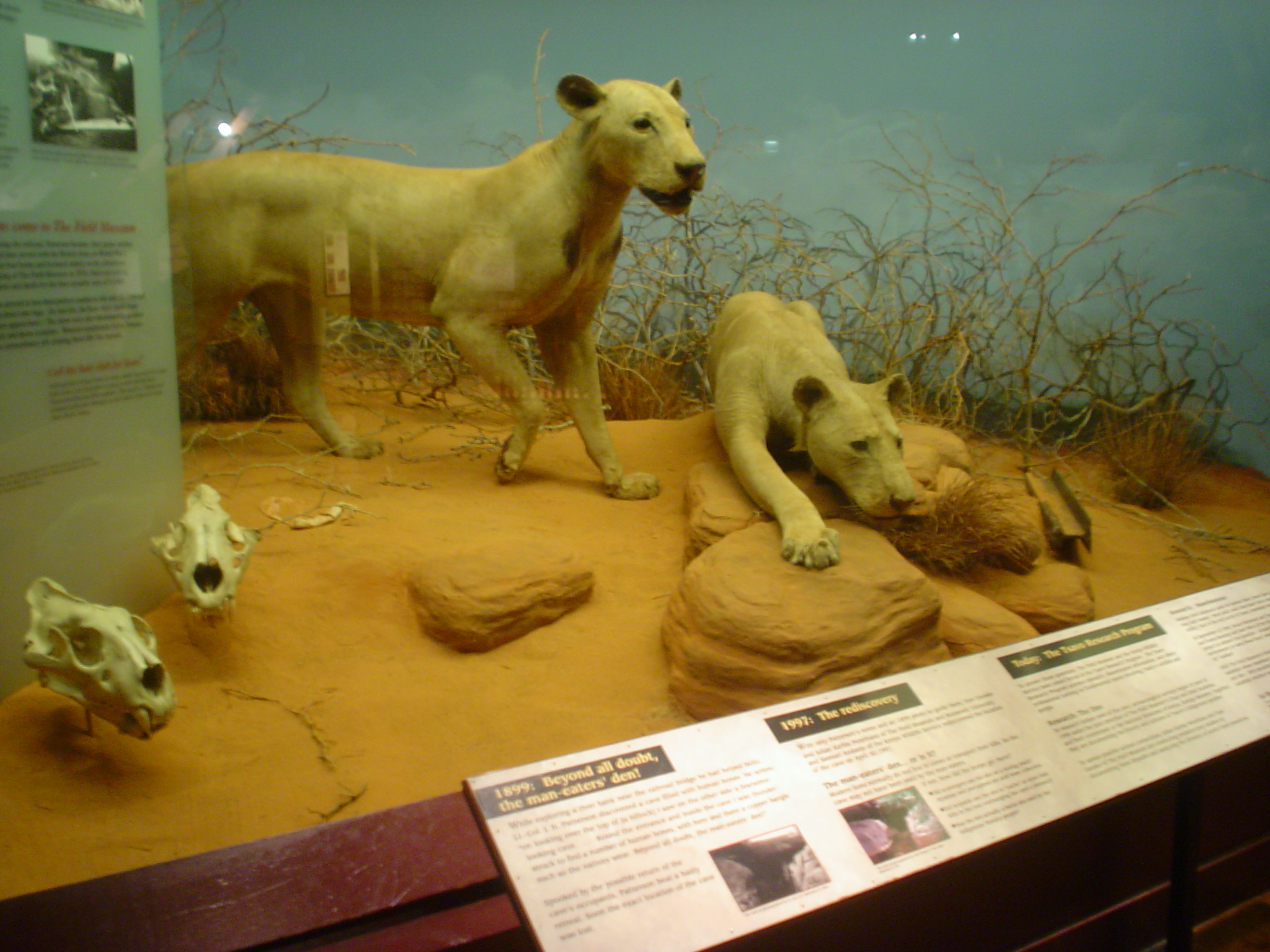
شیرهای آدم‌خوار ساوو در موزه میدانی تاریخ طبیعی، شیکاگو

به‌طور معمول، شیرها به انسان حمله نمی‌کنند؛ با این حال گه‌گاه خبرهایی دربارهٔ حمله شیرها در آفریقا به انسان‌ها گزارش می‌شود و این همواره اقدامات تلافی‌جویانه از سوی مردم را در پی دارد. شیرهای آدم‌خوار ساوو در آفریقا در سال ۱۸۹۸ نزدیک به ۱۲۸ کارگر را که بر روی خط آهن مومباسا به نایروبی کار می‌کردند، کشتند. در میان سال‌های ۱۹۹۰ تا ۲۰۰۵ میلادی، ۵۶۳ روستانشین تانزانیایی توسط شیرها مورد حمله قرار گرفتند که نشان از افزایش قابل ملاحظه این‌گونه حمله‌ها می‌داد.
دلایل گوناگون حمله شیرها به انسان‌ها توسط دانشمندان مورد بررسی قرار گرفته است. حمله این جانوران به انسان گاه می‌تواند در نتیجه آن باشد که انسان‌ها در آفریقا با گذاشتن پسماندهای خود در نزدیکی خانه‌هایشان باعث جلب توجه کفتارها و در پی آن شیرها می‌شوند. با کم‌شدن شکار و نایاب شدن طعمه‌های همیشگیشان، این جانوران ناچار به روی آوردن به احشام و به ناگزیر گله‌داران می‌شوند. به نظر می‌رسد که آن‌ها جز در هنگامی که طعمه‌هایشان کمیاب شوند، به آدمی حمله نمی‌کنند. در تانزانیا این حمله‌ها در پناهگاه حیات وحش سلوس و استان لیندی به وقوع پیوستند؛ جاهایی که در آن‌ها انسان‌ها حضور خود را گسترانده‌اند یا جمعیت‌های محلی شیر به دلیل حفاظت مناسب بالا رفته است. گاهی نیز برخی شیرها تنها به خوردن انسان روی می‌آورند چرا که به دلایل جسمی توانایی کشتن دیگر طعمه‌ها را ندارند. در سال ۲۰۰۶، یک شیر در تانزانیا ۳۵ انسان را کشت و این به خاطر آن بود که به دلیل دندان‌درد توانایی خوردن گوشتی جز گوشت انسان را نداشت. شیرهای پیر یا ضعیف همچنین با احتمال بیشتری انسان را به عنوان یکی از طعمه‌های خود برمی‌گزینند.
انسان‌ها نیز از دیرباز با حمله به شیرها، آن‌ها برای تفریح یا دلایل دیگر شکار می‌کردند؛ شکارچیان نه تنها در گذشته، که حتی امروزه نیز شیرها را به عنوان تروفه شکار می‌کنند. کشته شدن شیرها توسط انسان گاه به دلیل فعالیت‌های انسانی و گسترش مناطق مسکونی در جاهایی چون آفریقا بوده است. شهرک‌نشینان مستعمره‌نشین اهل اروپا در بسیاری از مناطق آفریقا و برای نمونه زیمبابوه، جمعیت‌های بسیاری از گربه‌های بزرگ را نابود کردند. در میانه سده نوزدهم، یک مهاراجه برای تفریح به تنهایی ۳۰۰ شیر ایرانی در هند را کشت.
گاه انسان‌ها از هیبت شیر برای حمله به دیگر انسان‌ها و کشتن آن‌ها استفاده می‌کردند: در دهه ۱۸۹۰ تعداد زیادی از مردم بومی کرانه‌های شرقی دریاچه تانگانیکا توسط «مردان شیری» کشته شدند. در ابتدا مردم محلی به کشیشان مسیحی التماس می‌کردند تا این مردمان را اخراج کنند، اما کشیشان با پی بردن به خرافات مردم از آن برای جلوگیری از پخش شدن اهالی منطقه استعماری بهره می‌گرفتند. حملات تا بدانجا پیش رفت که با کشته شدن تعداد زیادی از مردم، دولت استعماری دستور به بازداشت متجاوزان و مجازات آن‌ها را داد. اصطلاح مردان شیری تا نیم‌سده پس از آن وقایع در بخش‌های گسترده‌ای از آفریقا به کار برده می‌شد. روش کار مردان شیری، که با کشتن انسان‌ها در شب صحنه را به گونه‌ای درست می‌کردند که گویی مقتول قربانی حمله یک شیر شده، گونه‌ای ترور سیاسی بود که اغلب به گردن شیرها انداخته می‌شد و خود باعث کشتار تعداد زیادی شیر بی‌گناه به دست مردمان می‌گشت.

### در اسارت

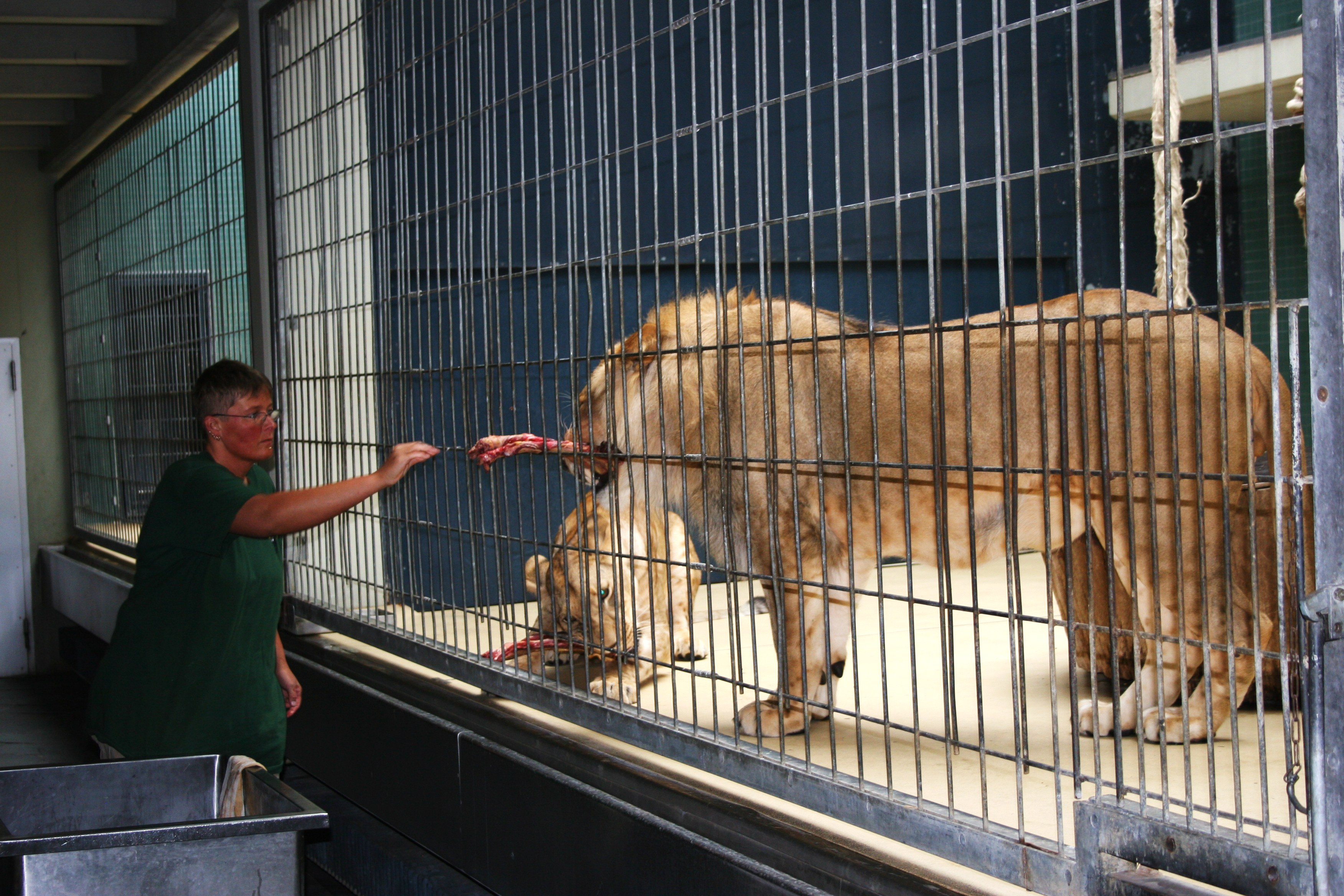
یکی از کارکنان باغ‌وحش برلین در حال غذادادن به شیرهای در بند.

شیرها از گذشته‌های دور تاکنون توسط انسان‌ها در اسارت نگهداری می‌شوند. رومیان از آن‌ها در بازی‌هایشان بهره می‌گرفتند. شیرها همچنین به صورت دایمی در مجموعه باغ‌های وحش خصوصی، که نیاکان باغ‌وحش‌های امروزین بودند، سده هجدهم در غرب نگهداری می‌شدند. در آمریکا، نخستین شیری که در معرض تماشای همگانی قرار گرفت در سال ۱۷۱۶ در بوستون به نمایش گذاشته شد. با افزایش علاقه به شیرهای نمایشی و به کار بردن آن‌ها در سیرک‌ها، پرورشگاه‌های ویژه شیرها نیز راه‌اندازی شد.
شیرها در اسارت به خوبی تولید مثل می‌کنند و می‌توانند تا ۲۰ سال عمر کنند. رکورد بیشترین طول عمر یک شیر در اسارت متعلق به شیری به نام آپولو در باغ‌وحش هونولولو است که نزدیک به ۲۲ سال عمر کرد.

#### از لحاظ تاریخی
پادشاهان آشور در سده ۹ پیش از میلاد در کاخ‌های خود شیر نگه می‌داشتند، و اسکندر مقدونی نیز بنا بر افسانه‌ها در شمال هند با بزرگان و اشراف‌زادگانی روبرو شد که شیر تربیت‌شده داشتند. رومیان باستان نیز برای بازی‌های گلادیاتوریشان از شیرها بهره می‌گرفتند و شخصیت‌های مهمی چون سولا، پومپه، و ژولیوس سزار اغلب دستور گرفتن و کشتن صدها شیر در یک زمان را به منظور تفریح همگانی می‌دادند. مارکوپولو گزارش می‌کند که شاهزادگان هندی به تربیت شیر اقدام می‌کردند و حتی قوبلای‌خان آن‌ها را در محل زندگیش نگه می‌داشت. با این حال از آنجا که او اشاره می‌کند که «آن‌ها بزرگتر از شیرهای بابلی بودند و پوست زیبایی داشتند که رگه‌هایی به رنگ سفید، سیاه، و قرمز داشت»، به نظر می‌آید که منظور او ببر بوده است.

#### در باغ‌وحش

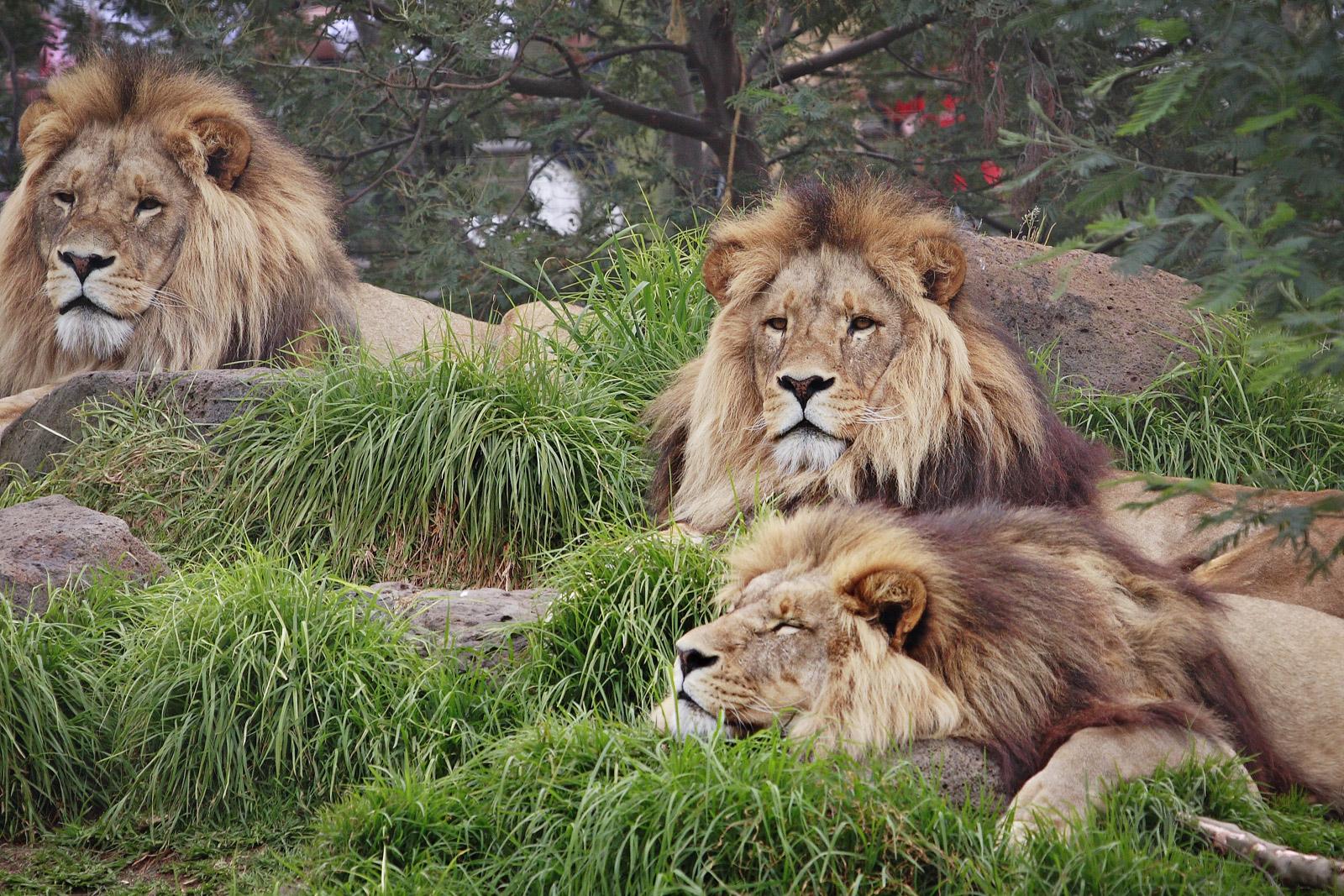
شیرهای باغ‌وحش ملبورن بر روی زمین چمن‌کاری شده نشسته‌اند

شیر همانند جانورانی چون ببر و کوسه از جمله جاندارانی است که مردم مشتاق دیدنشان در باغ‌وحش‌ها هستند و باغ‌وحش‌ها آن را برای شخصیت کاریزماتیکش در میان مردم و علاقه‌شان برای دیدنش، نگاه می‌دارند. امروزه نزدیک به ۱۰۰۰ شیر آفریقایی و ۱۰۰ شیر آسیایی در باغ‌وحش‌ها و پارک‌های حیات وحش در سراسر جهان نگهداری می‌شوند. از شیرها برای اهدافی چون گردشگری، آموزش و مقاصد حفاظتی نگهداری می‌شود.
برنامه‌های جابجایی و مبادله شیرها در میان باغ‌وحش‌ها برای مدت طولانی وجود داشته است که هدف از آن‌ها بالا بردن تنوع ژنتیکی شیرهای در اسارت است. با این حال از آنجا که این برنامه‌ها در گذشته مبادله زیرگونه‌های مشخص با همدیگر را رعایت نمی‌کردند، آلودگی ژنتیکی در میان جمعیت‌هایی با منشأ جدای از هم پدید آمد. اما برنامه‌های امروزین این مسئله را در نظر می‌گیرند و تلاش می‌کنند تا شیرهایی از زیرگونه‌های مختلف را به دنیا نیاورند. برنامه نجات نسل این جانور تلاشی برنامه‌ریزی شده از سوی اتحادیه باغ‌وحش‌ها و آکواریوم‌ها در این سو است. در ۱۹۸۲، این برنامه طرح‌هایی برای حفاظت از تنوع ژنتیکی شیرهای آسیایی ارایه کرد. طرحی مشابه برای شیرهای آفریقایی، و با تأکید بر زیرگونه آفریقای جنوبی، در ۱۹۹۳ کلید خورد. بیشتر این شیرهای در اسارت منشأ نامشخص دارند و این مسئله بازگرداندن آن‌ها به حیات وحش را ناممکن یا بسیار سخت می‌کند.
زیرگونه شیر اطلس، که به دلیل آنکه بزرگ‌ترین زیرگونه است از همه دیگر شیرها دیدنی‌تر است، امروزه دیگر در حیات وحش وجود ندارد اما تعداد اندکی از شیرهای در اسارت وجود دارند که ادعا می‌شود از نسل این شیرها هستند. ۱۲ عدد از این شیرها در بندر لیمپن در کنت، انگلستان، نگهداری می‌شوند؛ این‌ها همگی از جانوران باغ‌وحش متعلق به شاه مراکش به جای مانده‌اند. همچنین ۱۱ نمونه دیگر که ادعا می‌شود شیر بربری هستند در باغ‌وحش آدیس آبابا، یکی در باغ‌وحش نووید، و چند نمونه در پارک حیات وحش امنه‌ویل در فرانسه وجود دارند. چند بنیاد پژوهشی با همکاری دانشگاه آکسفورد برنامه‌ای بلندپروازانه با عنوان پروژه شیر بربری در حال اجرا دارند که هدف آن به دنیا آوردن این شیرها در اسارت و معرفی دوباره آن‌ها به طبیعت در یکی از پارک‌های ملی مراکش در کوه‌های اطلس است.

#### نمایش و سیرک

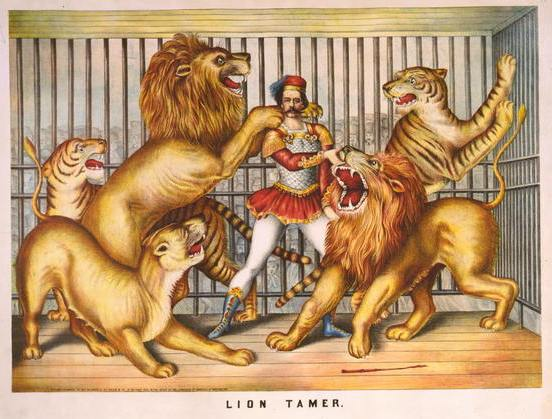
نگاره‌ای تیزابی مربوط به سده هجدهم که رام‌کننده‌ای را در قفس شیرها و ببرها نشان می‌دهد

جنگ جانوران از جمله نمایش‌های مرسوم در پاریس در سده هجدهم میلادی بوده است؛ به جان هم انداختن شیر با دیگر جانوران درنده به زمان‌های باستان بر می‌گردد و تا پایان سده هفدهم نیز در اروپا مرسوم بوده است؛ نبرد میان شیرها و سگ‌ها به صورت کلی از ۱۸۰۰ در شهر وین در اتریش و از ۱۸۲۵ در انگلستان ممنوع شد.
پیشگامان تربیت شیرها و رام کردنشان آنری مارتن فرانسوی و ایساک وان امبورگ آمریکایی بودند. آن‌ها کارشان را در میانه سده نوزدهم آغاز کردند و روش‌های آن‌ها به سرعت از سوی دیگر مربیان پیگیری شد. مارتن نمایش خود را در سومین المپیک سیرک در ۱۸۳۱ در پاریس با نمایشی به نام «شیرهای میسور» آغاز کرد؛ نمایشی که در آن دو شیر به نام‌های «نرو» و «کوبورگ» و یک ببر به نام «اتیر» حضور داشتند. وان امبورگ نیز به همراه تور خود انگلستان را گشت و در برابر شهبانو ویکتوریا به اجرا پرداخت. رام‌کردن نماد قدرت در طبیعت و واداشتن آن به اجرای برنامه توجه بسیار بیشتری را از سوی مردم نسبت به رام‌کردن سنتی اسب‌ها برمی‌انگیخت.

## شیر در فرهنگ

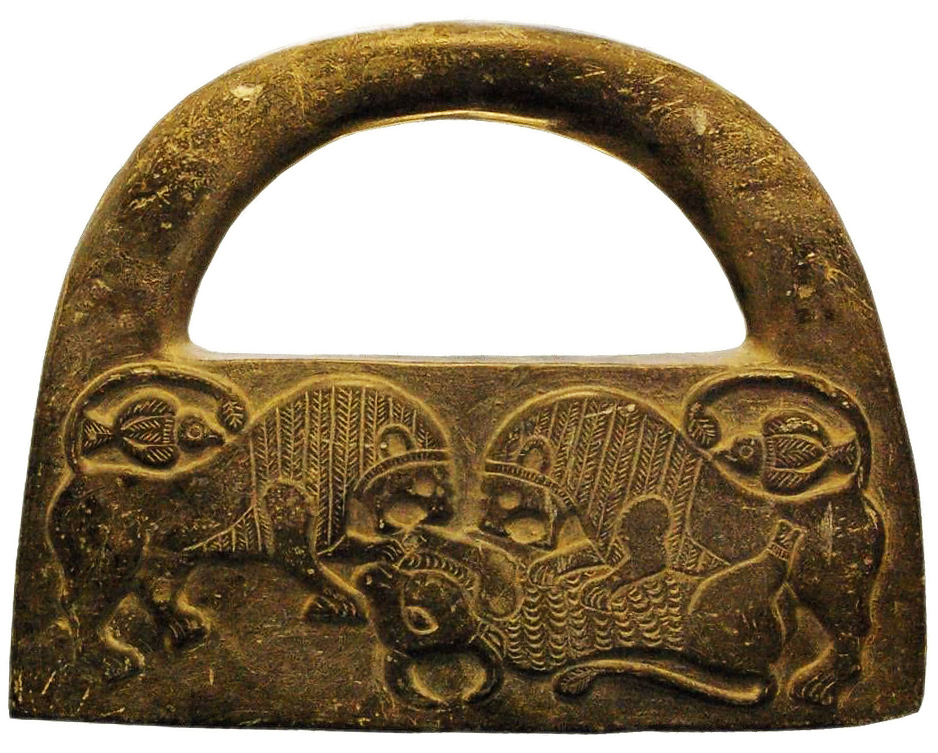
شیرها بر روی یک اثر سنگ صابونی بازمانده از جیرفت، هزاره سوم پ. م، اکنون در موزه ملی ایران.

از هزاران سال پیش تاکنون، از شیر به عنوان نماد در فرهنگ‌های آسیا، اروپا، و آفریقا استفاده می‌شده است. برخلاف حمله‌های گهگاه شیرها به انسان‌ها، این جانوران وجهه مثبتی در فرهنگ‌های مختلف داشته‌اند و به عنوان جانورانی با قدرت و صلابت به تصویر کشیده می‌شدند. شیرها در میان مردم اغلب با عنوان «شاه جنگل» یاد می‌شوند و از این رو همچون نمادی پادشاهی نگریسته می‌شدند. از آن‌ها همچنین به رشادت یاد شده و ازوپ، داستان‌سرای یونانی سده ۶ پیش از میلاد، در حکایت‌های خود شیرها را مثال آورده است.
به تصویر کشیدن شیرها به ۳۲٬۰۰۰ سال پیش بازمی‌گردد؛ عاج تراشیده شده به شکل انسان با سر شیر در غار ووگلهرد در جنوب‌غربی آلمان قدمتی نزدیک به ۳۲٬۰۰۰ دارد و مربوط به تمدن اوریگنیشن است. در غارنگاره‌های پارینه‌سنگی غارهای لاسکو مربوط به ۱۵٬۰۰۰ سال پیش نیز می‌توان تصاویر شیرها را دید. در اتاق گربه‌ایان در این غار تصویری وجود دارد که دو شیر را در حال جفت‌گیری نشان می‌دهد.

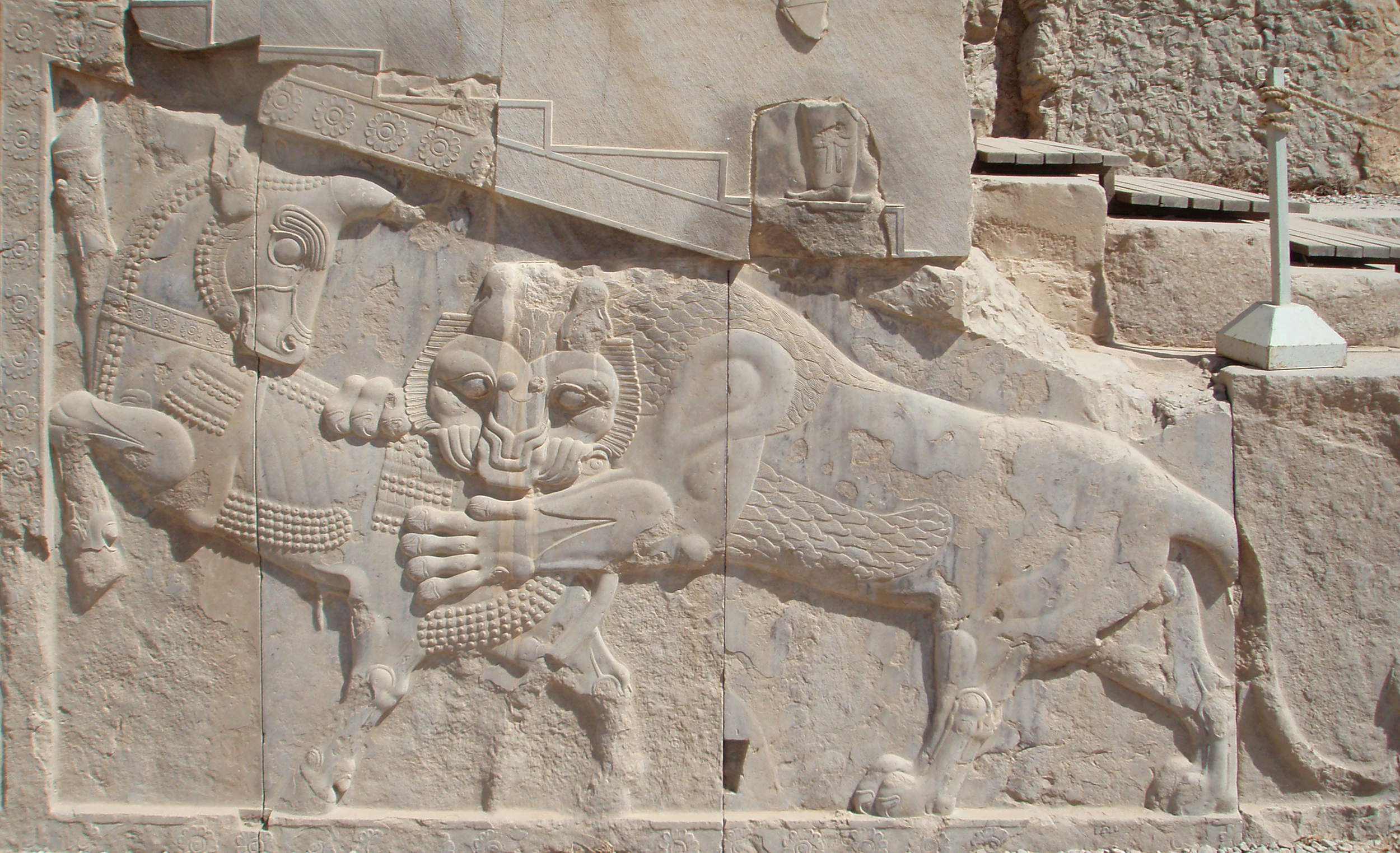
سنگ‌نگاره‌ای در تخت جمشید که نمادی از نوروز زرتشتیان را نشان می‌دهد. در اعتدال بهاری در روز نخست نوروز، نیرو و توان شیر و گاو در حال نبرد برابر است. شیر نماد خورشید و گاو نماد زمین است.

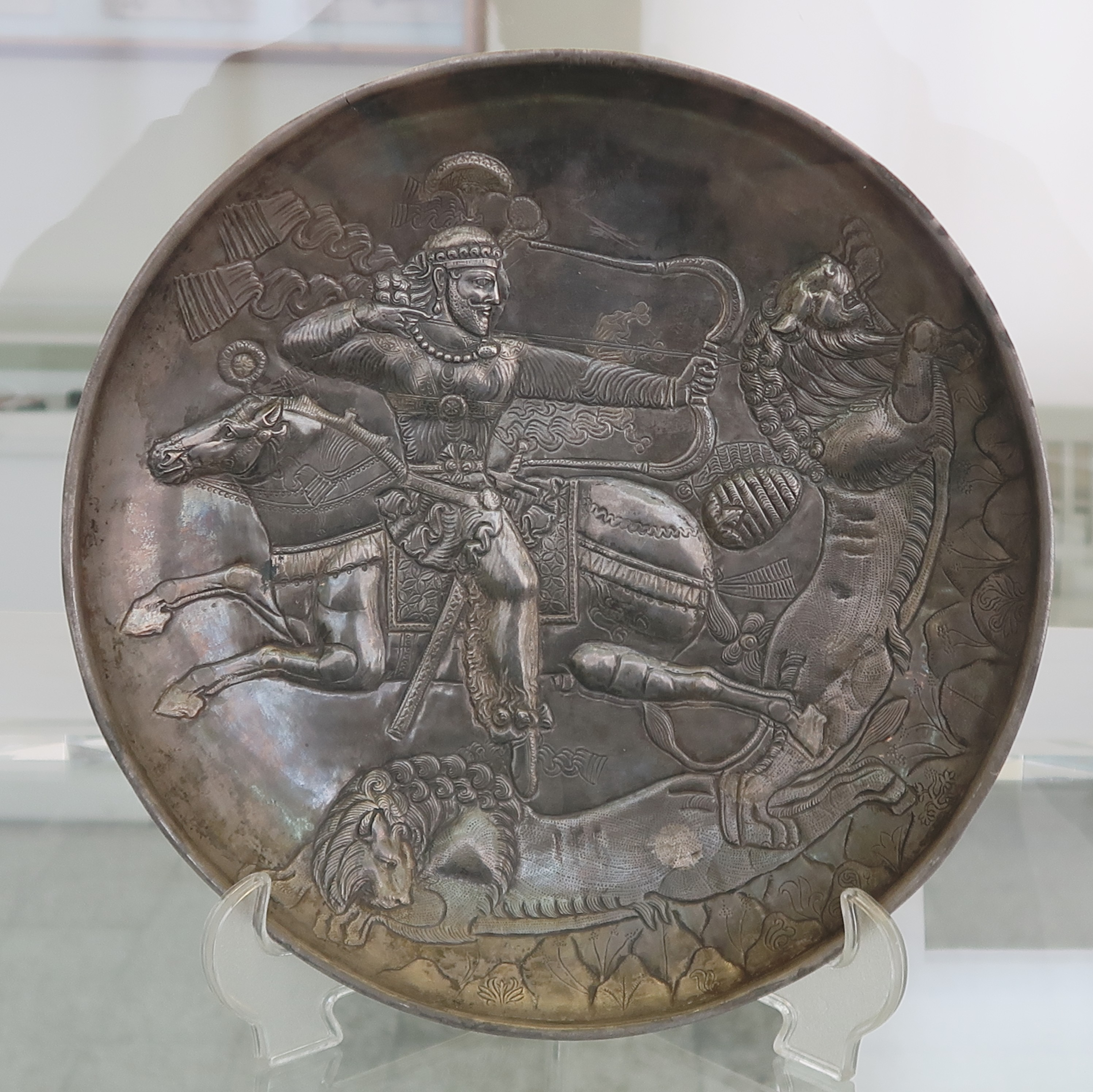
بشقاب نقره با نقش شکار دو شیر توسط یک شاه یا شاهزاده ساسانی سوار بر اسب در موزه ایران باستان. در عهد ساسانی، شکار شیر امتیازی برای شاهان و شاهزادگان به منظور نمایش شایستگی و دلاوری آن‌ها بود.

مصریان باستان ماده‌شیر را، که شکارچی‌ای قوی بود، یکی از خدایگان جنگ خود می‌دانستند و ایزدانی چون باستت، مافدت، منهیت، پکهت، سخمت، تفنوت، و ابوالهول از آن جمله بودند. فرعون قدرتمند مصری، رامسس دوم، با یک شیر در صحنه نبرد حاضر می‌شد و آمنهوتپ دوم در حالی که سوار بر ارابه بود به شکار شیر می‌رفت. شیر نیمیان در یونان و روم باستان نمادین بود. این شیر در صورت فلکی برج اسد به تصویر کشیده می‌شد و طبق افسانه‌ها، هرکول پوست آن را بر تن می‌کرد. شیر همچنین نمادی همیشگی در میان‌رودان بود و در میان سومریان و آشوریان و بابلیان به عنوان نمادی استوار از شاهنشاهی نگریسته می‌شد. شیر بابلی موتیف، که به شکل یک تندیس پیدا شده است، اغلب بر دیوارها نقاشی می‌شد و از آن با نام شیر گام‌زنان بابل یاد می‌شود. این بابل بود که در آن بنا بر کتاب‌های عهد قدیم، دانیال پیامبر از دخمه شیرها سالم بیرون آمد.
در متن‌های پوراناها در هندوئیسم، ناراسیما (به معنای «انسان-شیر») تجسمی نیمه‌انسانی-نیمه‌شیر یا اواتار از ویشنو است که توسط بندگان هندویش پرستش می‌شود و پراهلادای کودک را از چنگ پدر اهریمن‌صفتش شاه هیرانیاکاشیپو نجات می‌دهد. ویشنو در ناراسیمها شکلی نیمه‌انسان-نیمه‌شیر می‌گیرد در حالی که بدنی به شکل انسان دارد ولی سری همچون یک شیر با پنجه‌های آن. سینگ نامی ودایی و باستانی در هند است به معنای «شیر» (منظور شیر آسیایی) که قدمتش به بیش از ۲٬۰۰۰ سال پیش در هند باستان بر می‌گردد. این نام در اصل تنها توسط راجپوت‌ها، کاستی نظامی د هند، استفاده می‌شد. پس از پیدایش «انجمن برادری خالص» در این کشور در سال ۱۶۹۹، سیک‌ها نیز به دلیل آرزوهای گورو گوبیند سینگ، نام سینگ را به کار بردند. امروزه در کنار میلیون‌ها راجپوت هندو، این نام توسط ۲۰ میلیون سیک در سراسر جهان مورد استفاده قرار می‌گیرد.
تصویر شیر آسیایی نه تنها در نشان ملی هند وجود دارد، که تصویر آن بر روی پرچم‌ها و نشان‌های خانوادگی دیگر کشورها و مناطق آسیا و اروپا دیده می‌شود. کمی پایین‌تر از شبه‌قاره هند، شیر آسیایی برای قوم سینهالی، پرجمعیت‌ترین گروه نژادی در سریلانکا، ارزشی نمادین دارد. نام سیهالی از واژه هندوآریایی سینهالا که ترکیبی به معنای «مردمان شیر» یا «مردمانی از تبار و خون شیر» است، گرفته شده. پرچم سری لانکا شیری را به تصویر می‌کشد که شمشیری آهیخته در دست دارد. کشور سنگاپور نام خود را از دو واژه مالایی سینگا (شیر) و پورا (شهر/دژ) می‌گیرد که خود از واژگان تامیلی-سانسکریت சிங்க سینگا و पुर புர پورا، می‌آید.

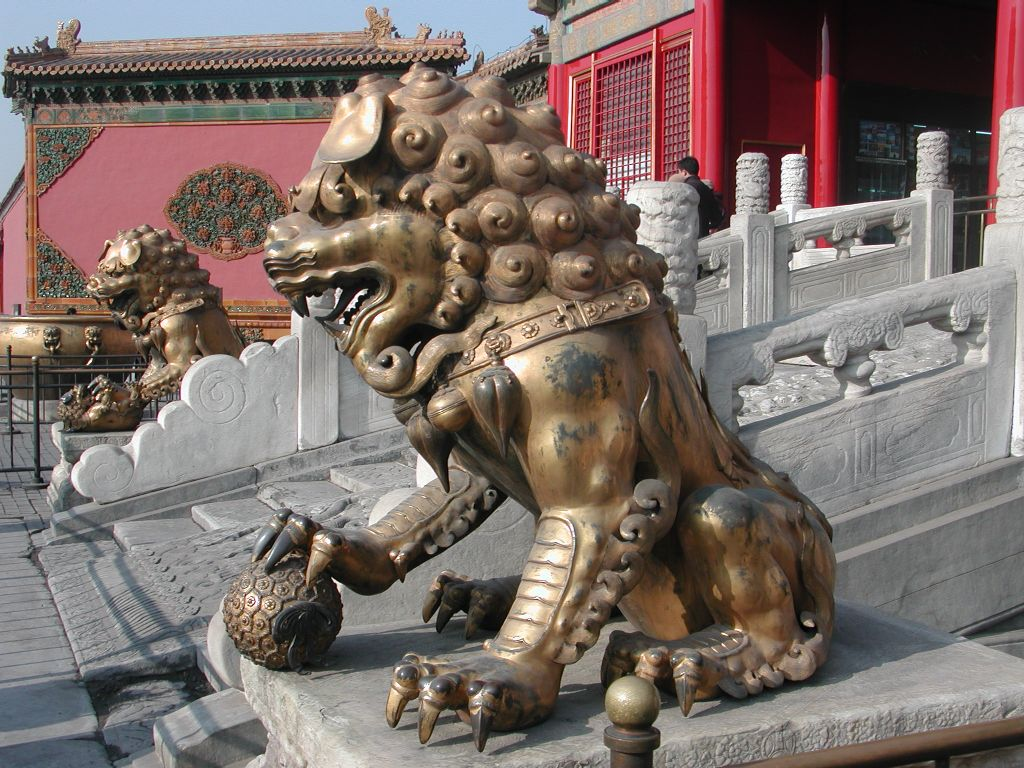
شیرهای نگهبان از ورودی شهر ممنوعه پاسداری می‌کنند.

شیر آسیایی چهره‌ای معمول در هنر چینی است. محبوبیت آن‌ها در دوران دودمان هان (۲۰۶ پیش از میلاد تا ۲۲۰ پس از میلاد) با معرفی شیرهای محافظ چینی افزایش یافت. تندیس این شیرها در جلوی کاخ‌های پادشاهی و به منظور محافظت از خاندان شاهنشاهی گذاشته می‌شدند. از آنجا که شیرها هیچ‌گاه بومی و ساکن چین نبوده‌اند، آن‌ها را اغلب به عنوان هدیه برای شاهان چینی می‌آوردند و نخستین تصویرسازی‌ها از این شیرها اندکی غیرواقعی بودند. پس از معرفی هنر بودایی به چین در دودمان تانگ (پس از سده ششم میلادی)، شیرها اغلب بدون بال به تصویر کشیده می‌شدند، بدنشان قطورتر و کوتاه‌تر شد، و یالشان پیچ‌خورده گشت. رقص شیر نوعی رقص سنتی در فرهنگ چینی است که در آن حرکات این جانور توسط شخصی که لباسی با هیبت شیر را پوشیده، تقلید می‌شود. این رقص اغلب به همراه موسیقی سنج و طبل و ناقوس اجرا می‌شود و از جمله مراسم اصلی در جشن‌های سال نوی چینی است که برای نوید خوشبختی در سال نو انجام می‌شود.
«شیر» نام اختصاری چندین تن از جنگاوران سده‌های میانی بوده است؛ کسانی چون ریچارد شیردل و هاینریش شیر. دوک ساکسونی و رابرت سوم فلاندر نام اختصاری «شیر فلاندرز» داشتند؛ نمادی ملی فلاندرزی که تا زمان حال نیز مورد استفاده قرار می‌گیرد. شیرها به کرات در نشان‌های خانوادگی در اروپا و کانادا به تصویر کشیده می‌شدند. شیر همچنین نماد تیم‌های ملی فوتبال در انگلستان، اسکاتلند و سنگاپور است و دیگر تیم‌های نامداری چون دیترویت لاینز در ان‌اف‌ال، باشگاه فوتبال چلسی و باشگاه فوتبال استون ویلا در لیگ برتر انگلستان (و خود نماد لیگ برتر)، است.

نقش مُهر پادشاهی نادرشاه افشار مزین به نشان شیر و خورشید

شیر در اندیشه مردمان ایران باستان نماد شهریاری و دلاوری است. در آثار هنری کنار پادشاهان ایستاده و تندیسش بر گور دلیرمردان می‌نشیند. سریر ایزدبانوان بر دوشش و تخت شاهان بر پنجه‌اش استوارند. شیر بر در نیایشگاه‌ها به نگاهبانی می‌ایستد و نقشش کنده‌شده بر سنگ، چون نیرویی محافظ به گردن آویخته می‌شود. شیر از مهم‌ترین بن‌مایه‌ها در آیین مهر و نماد رده چهارم این دین است. شیر آسمانی، نشان تابستان است و سرشتی آتشین دارد. در اخترشناسی، برج شیر خانه خورشید است و این دو چنان در هم می‌آمیزند که نقش شیر و خورشید به نماد شاهنشاهی ایران بدل می‌گردد. نقش شیر را می‌توان در گورهایی باستانی چون شیر سنگی و قالیچه‌های معروف به «قبای شیری» مشاهده کرد. تصویر شیر در کنده‌کاری‌های تخت جمشید و کاخ داریوش بزرگ چندین بار به کار رفته؛ از جمله این تصاویر می‌توان به صحنه شکار گاو ماده توسط شیر در پلکان شرقی بنا اشاره کرد. در این نگاره شیری که نماد خورشید است با حمله بر گاو سرما و زمستان، به تعقیب آن می‌پردازد و این هنگام اعتدال بهاری و نوروز است.

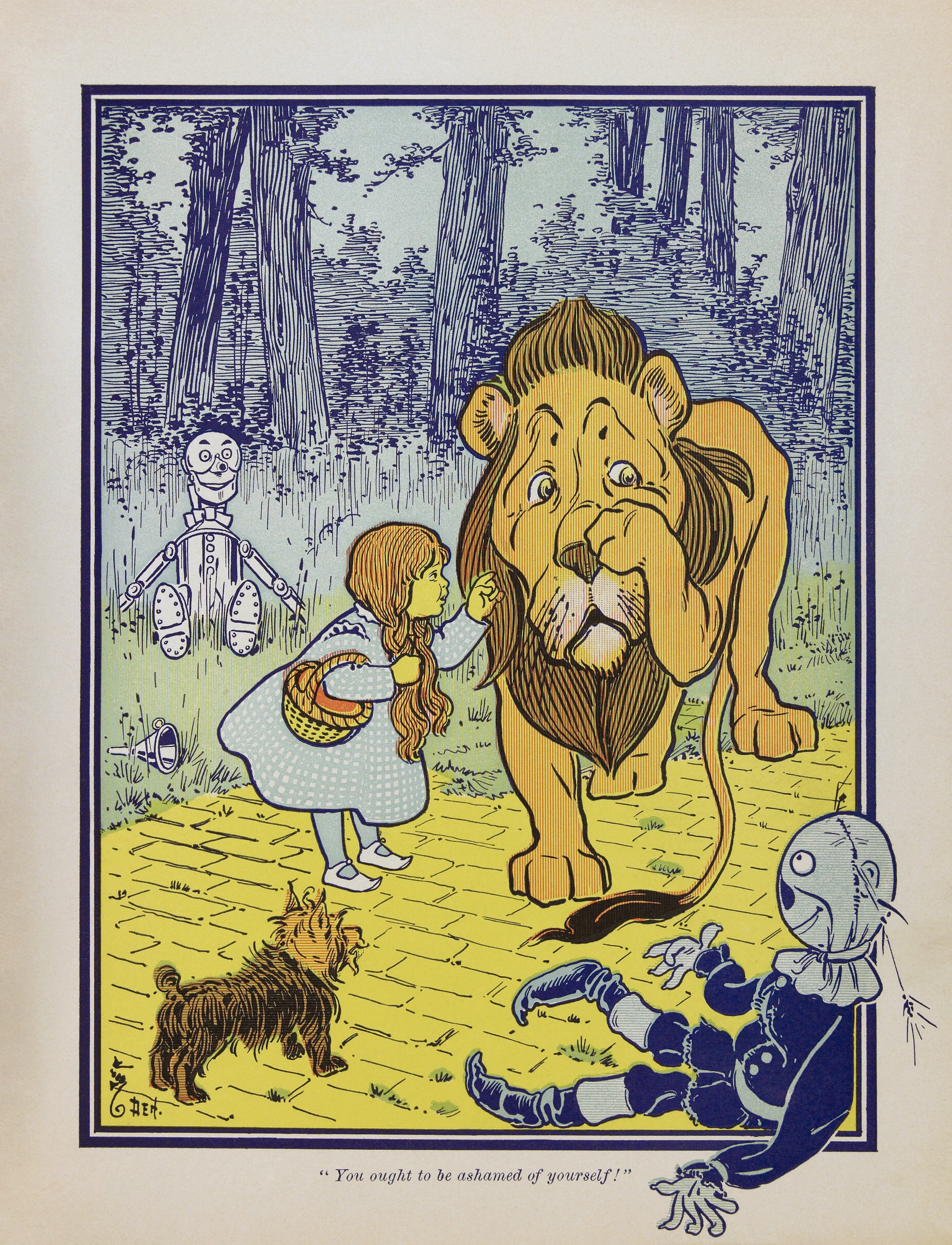
نقاشی شیر در رمان جادوگر شهر اُز

شیر در ادبیات ایران نیز نقشی بزرگ دارد و فردوسی در شاهنامه بارها به آن اشاره می‌کند و رشادت و بزرگی پهلوانان را با توانایی‌های شیر می‌سنجد. دیگر شاعران ایرانی نیز پادشاهی شیر را ستوده‌اند و از آن به قدرت و خردورزی یاد کرده‌اند:
نشان شیر و خورشید همچنین از معروف‌ترین نمادهای ایرانی است که نه تنها در دوره‌های بسیاری از تاریخ ایران بر پرچم آن قرار داشت که تا پیش از انقلاب ایران در سال ۱۳۵۷ نماد ملی این کشور بود. تصویر شیر همچنین در بسیاری دیگر نشان‌ها در تاریخ ایران از جمله تاج‌ها، پرچم‌های جنگ، و لباس‌های پادشاهی به کار می‌رفته است.

## یادداشت
1. ↑  Upper Pleistocene
2. ↑  گاگیسبرگ از آن با نام Persian Lion به معنای «شیر ایرانی» یاد می‌کند (گاگیسبرگ، ص. ۱۴۲)
3. ↑  برای اطلاعات بیشتر مراجعه کنید به: مک‌براید، ۱۹۷۷
4. ↑  Canine Distemper Virus
5. ↑  Feline Immunodeficiency Virus
6. ↑  Feline Infectious Peritonitis
7. ↑  pride
8. ↑  اگرچه گله‌های بسیار بزرگی که تا ۳۰ عضو دارند نیز دیده شده‌اند. این گله‌ها دارای ۱۸ ماده و ۱ تا ۹ نر هستند (مکدونالد و لاوریج، ص. ۱۸)
9. ↑  اطلاعات بیشتر در کتاب «زندگی اجتماعی شیر» اثر جودیت رادنی
10. ↑  Hans Kruuk
11. ↑  Les Lions de Mysore